# Davézieux
Davézieux est une commune française située dans le département de l'Ardèche en région Auvergne-Rhône-Alpes.

## Géographie

### Situation et description
| - OpenStreetMap Limite communale |

La commune de Davézieux occupe une superficie relativement modeste de 5,59 km2. La plus grande partie de ce territoire se situe sur le plateau du piémont nord-ardéchois, avec un point culminant au suc de Vaux, à 463 m. Sa situation en bordure nord-est de la commune d'Annonay a abouti, à partir des années 1960, à une extension rapide de l'urbanisation en zones commerciales, zones industrielles et lotissements pavillonnaires.
La partie la plus à l'ouest, le quartier de Vidalon, descend jusqu'à la Deûme, dont les rives ont vu se développer, à partir du XVIIe siècle une importante industrie papetière.
Un tiers environ de la commune a quand même conservé un paysage agricole, dans ses parties les plus extérieures.

### Climat
Pour des articles plus généraux, voir Climat d'Auvergne-Rhône-Alpes et Climat de l'Ardèche.
En 2010, le climat de la commune est de type climat méditerranéen altéré, selon une étude du CNRS s'appuyant sur une série de données couvrant la période 1971-2000. En 2020, Météo-France publie une typologie des climats de la France métropolitaine dans laquelle la commune est dans une zone de transition entre le climat de montagne et le climat méditerranéen et est dans la région climatique Sud-est du Massif Central, caractérisée par une pluviométrie annuelle de 1 000 à 1 500 mm, minimale en été, maximale en automne.
Pour la période 1971-2000, la température annuelle moyenne est de 11,1 °C, avec une amplitude thermique annuelle de 17,4 °C. Le cumul annuel moyen de précipitations est de 871 mm, avec 8 jours de précipitations en janvier et 5,7 jours en juillet. Pour la période 1991-2020, la température moyenne annuelle observée sur la station météorologique de Météo-France la plus proche, sur la commune d'Annonay à 3 km à vol d'oiseau, est de 12,3 °C et le cumul annuel moyen de précipitations est de 801,5 mm,. Pour l'avenir, les paramètres climatiques de la commune estimés pour 2050 selon différents scénarios d'émission de gaz à effet de serre sont consultables sur un site dédié publié par Météo-France en novembre 2022.
| Mois                                  | jan.           | fév.           | mars           | avril         | mai           | juin          | jui.          | août           | sep.           | oct.          | nov.          | déc.           | année     |
| ------------------------------------- | -------------- | -------------- | -------------- | ------------- | ------------- | ------------- | ------------- | -------------- | -------------- | ------------- | ------------- | -------------- | --------- |
| Température minimale moyenne (°C)     | 0,2            | 0,2            | 2,9            | 5,7           | 9,5           | 12,9          | 14,9          | 14,5           | 11             | 8             | 3,6           | 0,9            | 7         |
| Température moyenne (°C)              | 3,8            | 4,7            | 8,4            | 11,6          | 15,5          | 19,4          | 21,6          | 21,3           | 17             | 12,8          | 7,5           | 4,4            | 12,3      |
| Température maximale moyenne (°C)     | 7,4            | 9,1            | 14             | 17,4          | 21,6          | 25,8          | 28,4          | 28,1           | 23,1           | 17,7          | 11,5          | 7,9            | 17,7      |
| Record de froid (°C) date du record   | −18 07.01.1985 | −13,5 05.02.12 | −11,5 01.03.05 | −5 08.04.03   | 0 06.05.1979  | 2 04.06.1984  | 6 27.07.1987  | 4,6 07.08.1987 | 1,8 22.09.1977 | −5 31.10.1997 | −9 28.11.1985 | −12,5 16.12.01 | −18 1985  |
| Record de chaleur (°C) date du record | 18,6 01.01.22  | 21,2 24.02.21  | 25,5 31.03.21  | 28,8 30.04.05 | 33,8 24.05.09 | 38,5 25.06.03 | 39,7 24.07.19 | 40,5 13.08.03  | 34 18.09.1987  | 29,8 10.10.23 | 22,7 14.11.23 | 19,5 01.12.00  | 40,5 2003 |
| Précipitations (mm)                   | 50,7           | 34,4           | 40,2           | 61,8          | 75,5          | 62,6          | 67,7          | 56,8           | 88,1           | 106,7         | 105,9         | 51,1           | 801,5     |

### Voies de communication
Le territoire communal est traversé par la RD82 qui la relie à Annonay et à Andance, dans la vallée du Rhône.

## Urbanisme

### Typologie
Au 1er janvier 2024, Davézieux est catégorisée petite ville, selon la nouvelle grille communale de densité à 7 niveaux définie par l'Insee en 2022.
Elle appartient à l'unité urbaine d'Annonay, une agglomération intra-départementale dont elle est une commune de la banlieue,. Par ailleurs la commune fait partie de l'aire d'attraction d'Annonay, dont elle est une commune du pôle principal,. Cette aire, qui regroupe 37 communes, est catégorisée dans les aires de 50 000 à moins de 200 000 habitants,.

### Occupation des sols
L'occupation des sols de la commune, telle qu'elle ressort de la base de données européenne d’occupation biophysique des sols Corine Land Cover (CLC), est marquée par l'importance des territoires artificialisés (54,5 % en 2018), en augmentation par rapport à 1990 (44,4 %). La répartition détaillée en 2018 est la suivante :
zones agricoles hétérogènes (38,5 %), zones urbanisées (36,2 %), zones industrielles ou commerciales et réseaux de communication (16,3 %), forêts (5,5 %), espaces verts artificialisés, non agricoles (1,9 %), prairies (1,5 %).
L'évolution de l’occupation des sols de la commune et de ses infrastructures peut être observée sur les différentes représentations cartographiques du territoire : la carte de Cassini (XVIIIe siècle), la carte d'état-major (1820-1866) et les cartes ou photos aériennes de l'IGN pour la période actuelle (1950 à aujourd'hui).

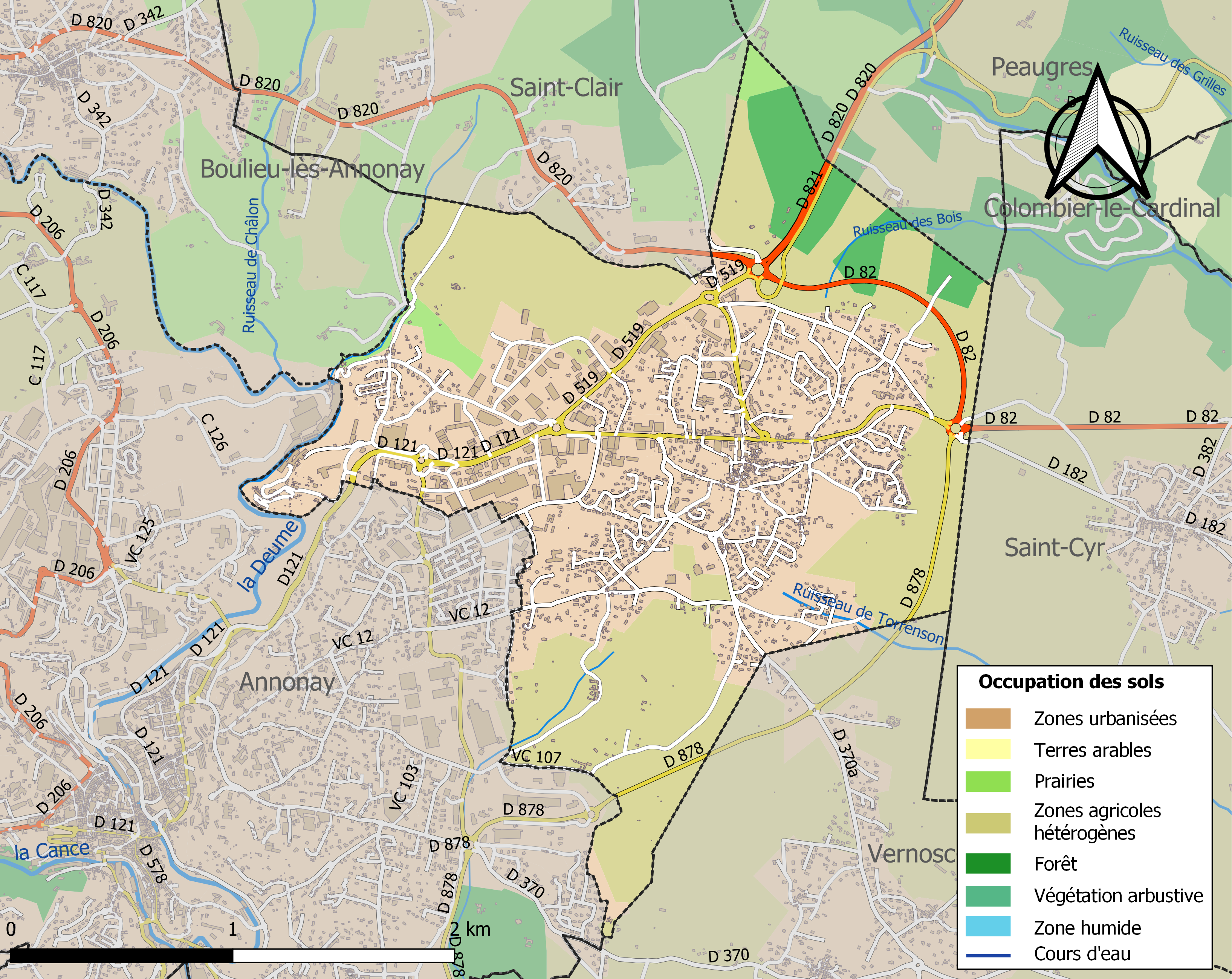
Carte des infrastructures et de l'occupation des sols de la commune en 2018 (CLC).

## Histoire

### Chronologie

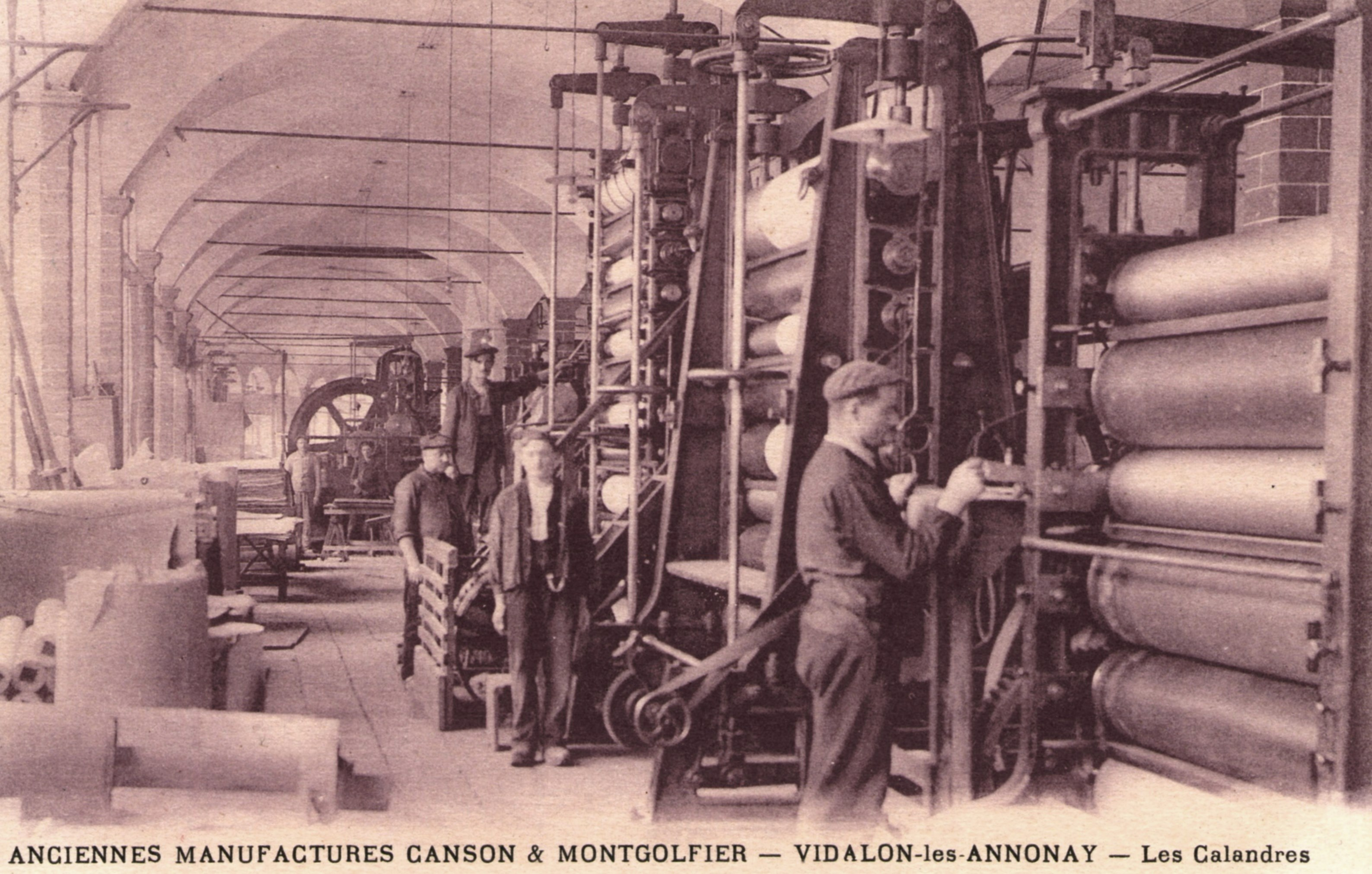
Les "calandres" des papeteries.

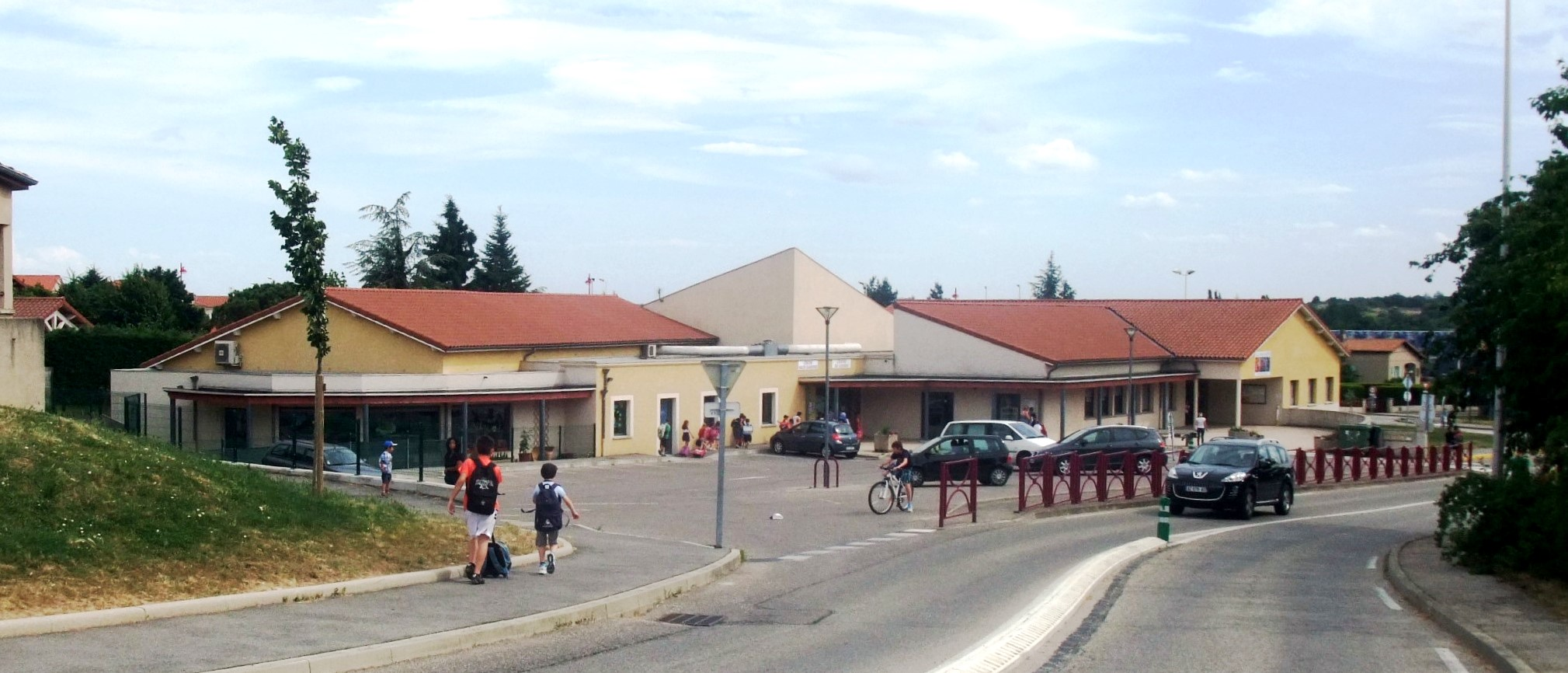
La crèche et l'école publique construite en 1985.

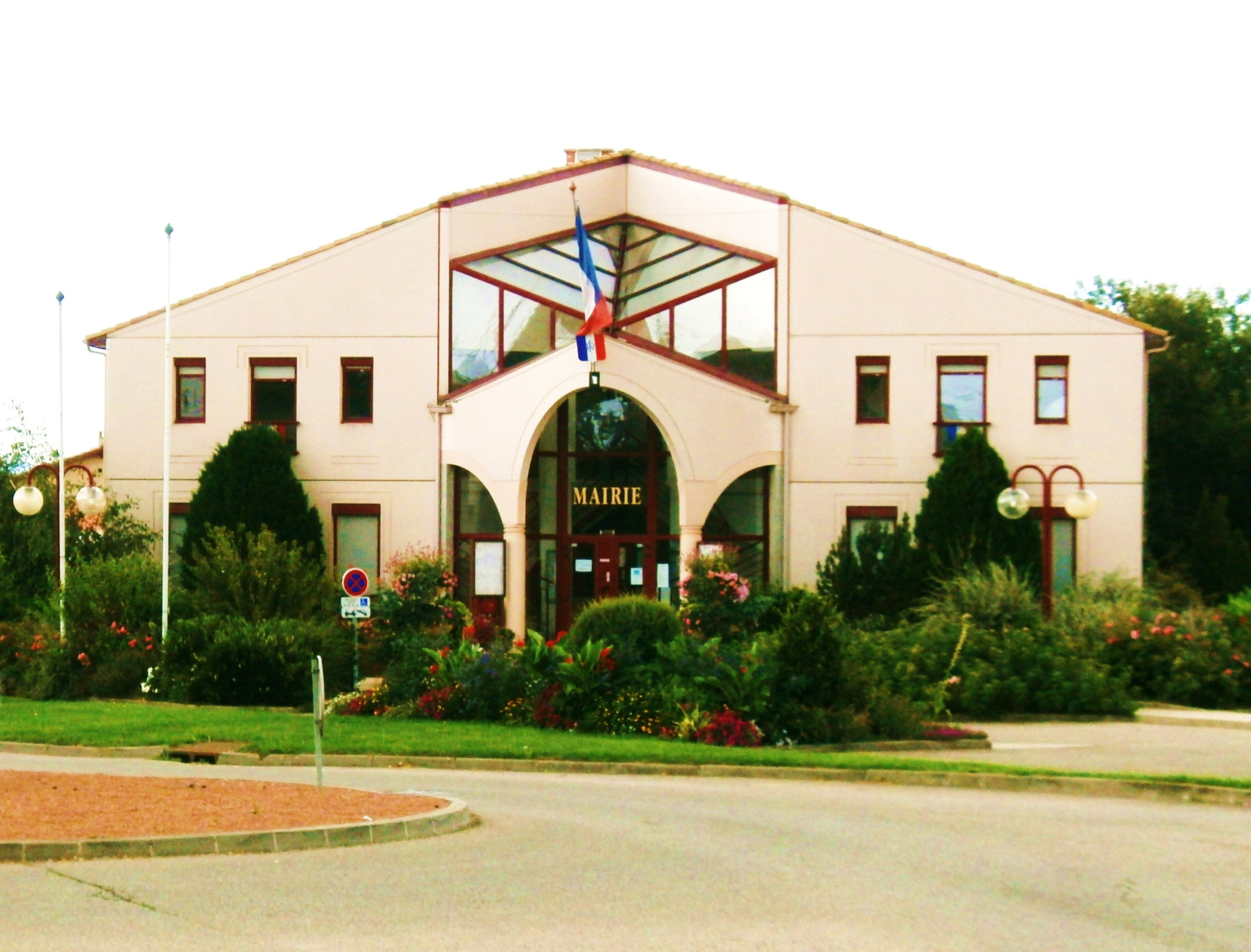
Davézieux, mairie.

- Ier siècle voie romaine et fermes gallo-romaines
- Moyen Âge un village christianisé
- 1055 1re trace écrite de la paroisse
- 1692 arrivée des frères Montgolfier à Vidalon
- 1719 Vidalon Manufacture Royale
- 1760 Pierre Montgolfier dirige les papeteries
- 1783 premier envol public d'une montgolfière
- 1790 Davézieux devient une commune
- 1799 Barthélémy Barou de Canson à Vidalon
- 1845 arrivée d'un instituteur
- 1877 construction d'une 3e chapelle à Vidalon
- 1886 achèvement de la nouvelle église
- 1886 construction des bâtiments de l'Alumnat
- 1911 grèves à Vidalon
- 1914 accueil de réfugiés
- 1927 L'Alumnat séminaire assomptionniste
- 1940 résistance des Spahis aux Allemands
- 1968 création du District
- 1970 rachat de la Lombardière par le district
- 1975 rachat de l'Alumnat par la commune
- 1985 nouvelle école publique
- 1987 création du Musée des Papeteries
- 1993 nouveau centre : poste, HLM et mairie
- 1997 extension de la salle de Jossols
- 1998 nouveau dépôt des pompiers
- 1999 création de la communauté de communes
- 2005 crèche multi accueil
- 2006 espace Montgolfier
- 2010 fermeture de l'école privée de Vidalon
- 2011 rénovation de la salle de Jossols
- 2012 arrivée d'étape du Tour de France
- 2013 unité de vie pour personnes âgées
- 2014 ouverture de la déviation nord-est
- 2014 médiathèque dans l'ancienne église

### De villas romaines en village
Les noms finissant en -ieux sont en principe d'origine romaine. Cela laisse imaginer un passé gallo-romain au village et à certains de ses quartiers. Des matériaux d'époque ont d'ailleurs été retrouvés en divers endroits : aux Combes, à Coin Bargieux, à la Croix de Justice, à Tartavel, à Chamieux… Cependant, les premières attestations écrites restent celles de la paroisse, avec une église Sainte-Marguerite signalée en 1055.

### Une commune à la Révolution

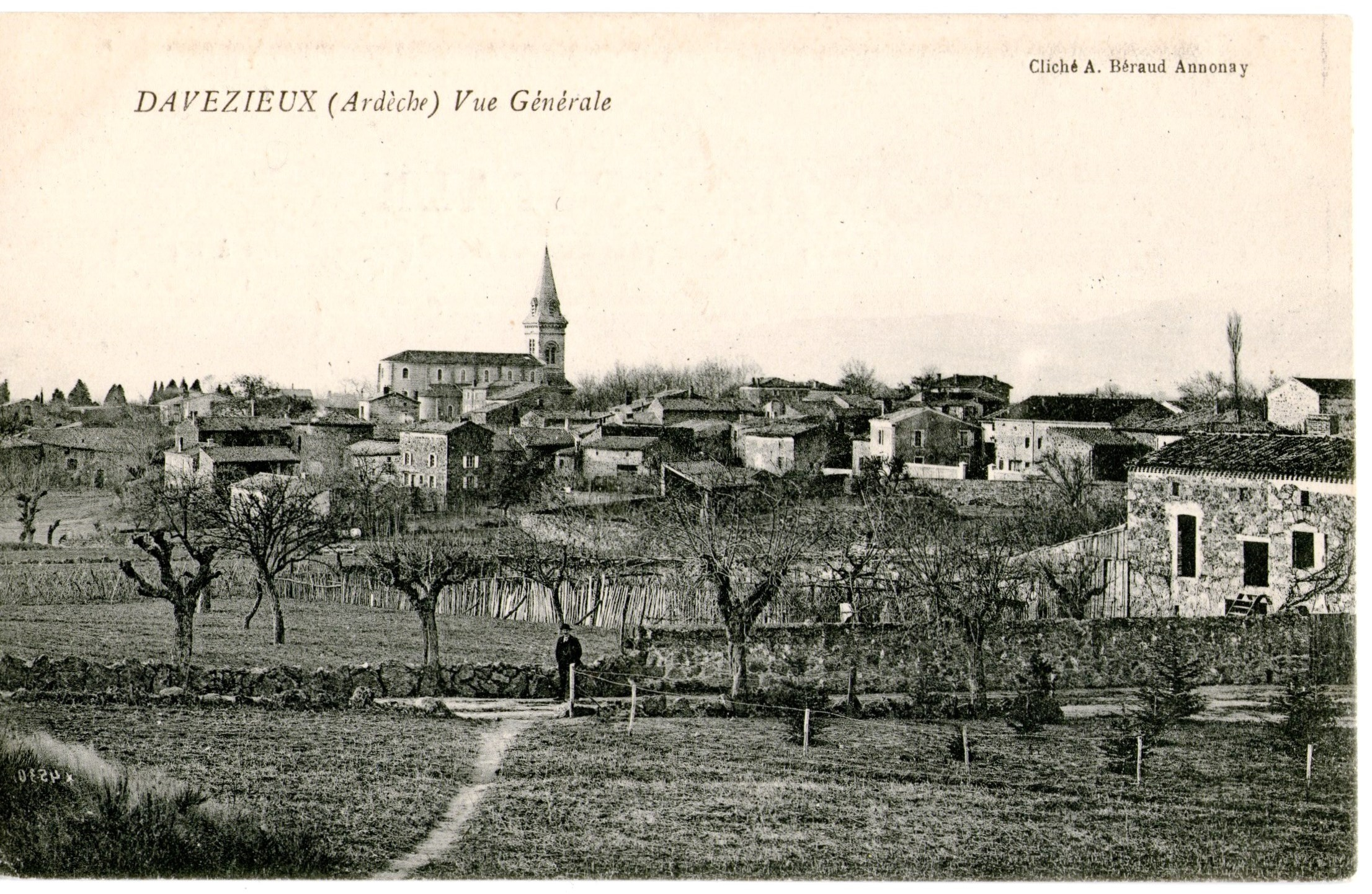
Davézieux est restée longtemps un petit village. L'abside de l'ancienne église est visible sur la gauche.

Les renseignements statistiques manquent ensuite, car le territoire de Davézieux était administrativement rattaché à celui d'Annonay. Ce n'est qu'à la suite de la Révolution que Davézieux a pu avoir le statut de commune à part entière. Le premier recensement y dénombre un peu plus de 500 habitants, dont 200 au site papetier de Vidalon. On peut imaginer jusqu'à cette époque, au village et dans les fermes, une population de paysans vivant modestement de la culture de céréales, de la vigne et de légumes.

### Une papeterie

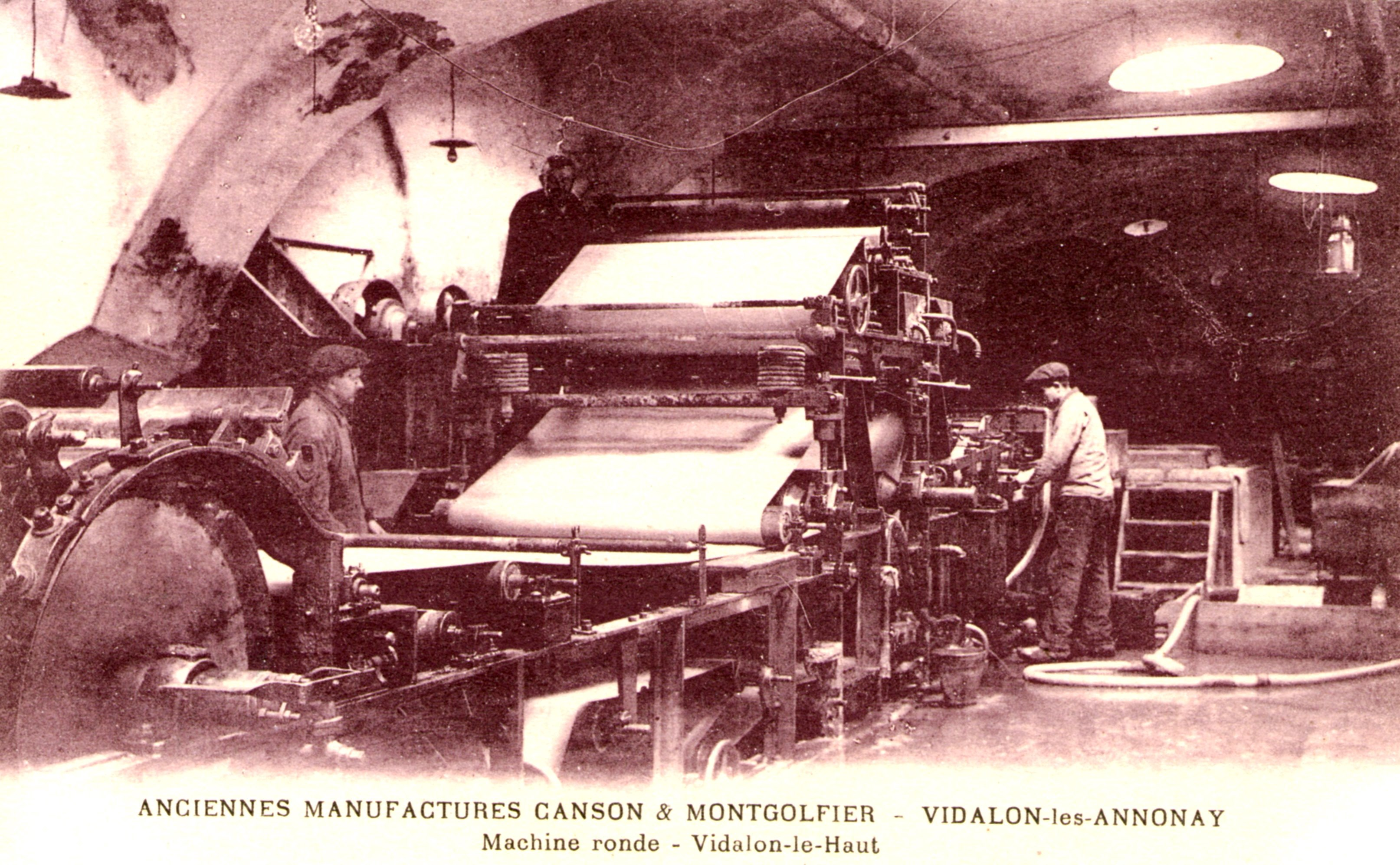
Les papeteries Canson et Montgolfier se sont fortement développées aux.

À l'écart du village, le site papetier développé par la famille de Montgolfier s'est rendu célèbre, en 1782, avec l'invention de la montgolfière. Cette manufacture royale a aussi abrité, en milieu de XIXe siècle, jusqu'à un millier de personnes. Au début du XXe siècle, la papeterie va connaître des bas, et Davézieux va redevenir un village de moins d'un millier d'habitants.

### L'extension d'Annonay
À partir des années 1960, la commune a été une des premières à accueillir l'extension de l'agglomération d'Annonay, grâce à sa situation en terrain plat à l'entrée d'Annonay côté vallée du Rhône. L'urbanisation s'y est développée à la fois en bâtiments industriels et commerciaux et en constructions individuelles.
Les premières constructions de maisons individuelles se sont accélérées avec la construction de lotissements : Chevenas à partir de 1975, le Hameau et les Prés du Médecin, les Demeures et les Résidences du Soleil… La commune a dépassé les 3 000 habitants en 2013.
En parallèle, des entreprises et de grandes surfaces commerciales se sont installées dans la zone de La Lombardière et dans la zone du Mas. En 2013, la commune compte plus de 200 commerces, services et entreprises qui emploient 2 500 salariés.

### Des adaptations nécessaires

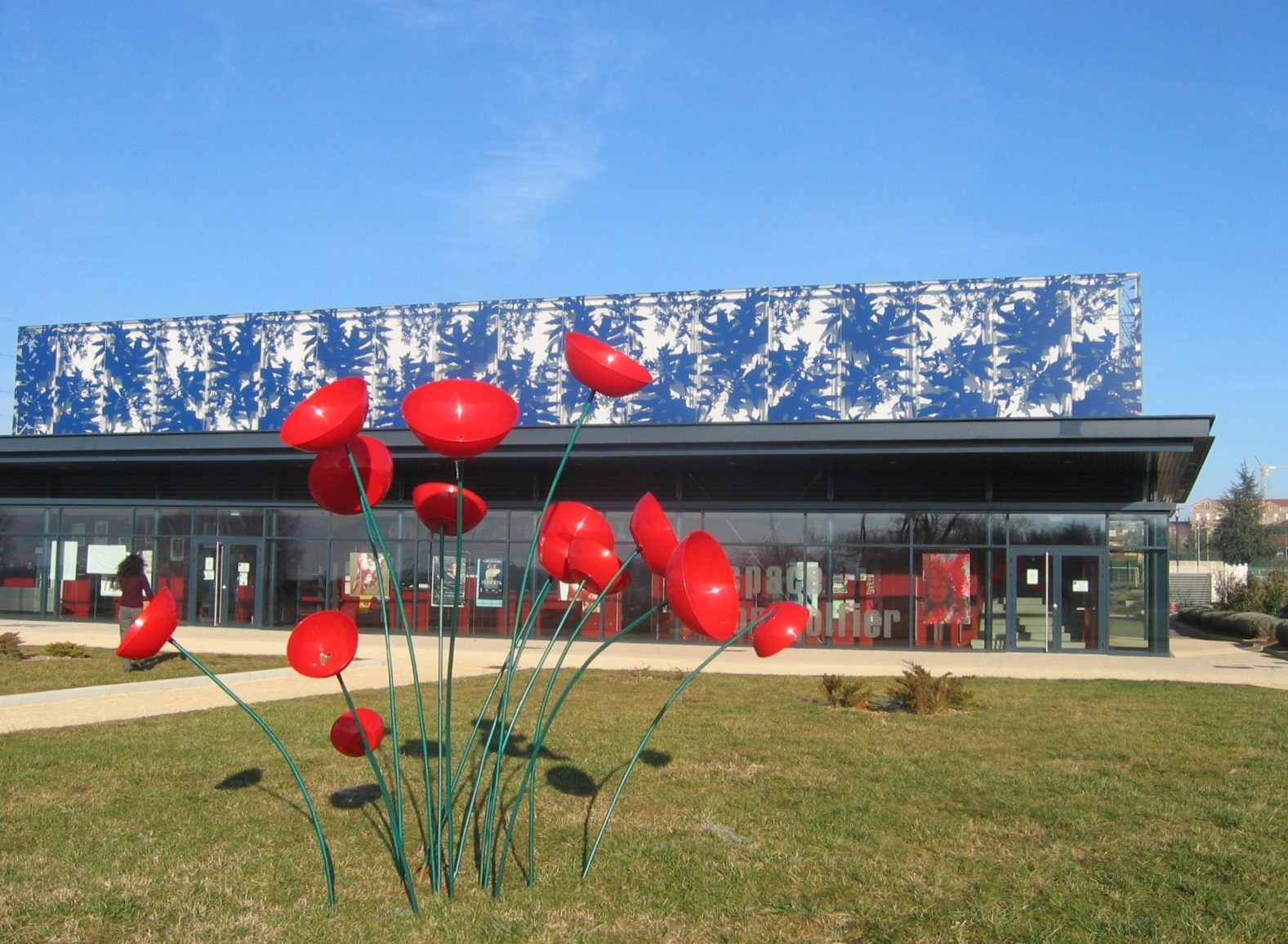
L'Espace Montgolfier, construit en 2006 par la commune, est maintenant aussi utilisé par l'Agglomération.

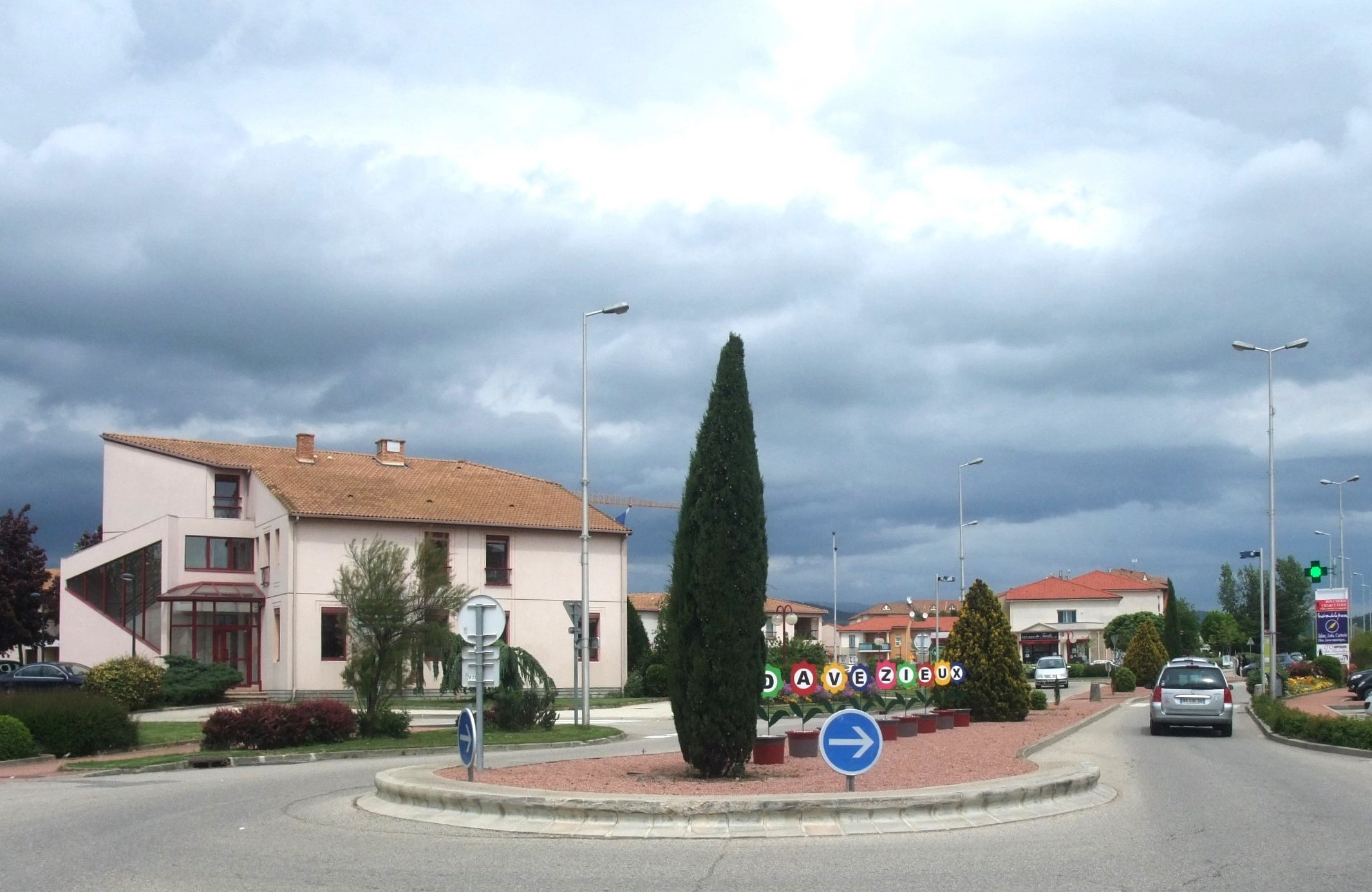
Un nouveau centre a été aménagé avec services publics et petits commerces.

Face à l'augmentation de la population, la commune de Davézieux a dû améliorer ses aménagements et ses équipements collectifs. L'assainissement a nécessité des extensions et des remises aux normes. Une salle et des terrains de sports ont été aménagés sur le site de Jossols. Une nouvelle école publique a été construite en 1985, la nouvelle mairie en 1993, une crèche en 2005 et L'Espace Montgolfier en 2006. Plusieurs campagnes de travaux ont été nécessaires pour la sécurisation des grands axes de circulation. Un certain allègement du trafic peut être attendu du contournement extérieur nord-est qui a été ouvert en 2014.

### Un nouveau centre
La partie la plus ancienne du village, légèrement à l'écart, a pu rester quasiment intacte. Un nouveau centre a été construit et on y trouve la mairie, la poste, mais aussi des petits commerces, une quarantaine au centre village. Les logements collectifs construits aux alentours ont été limités à une hauteur de quatre étages. Un habitat pour personnes âgées s'y est rajouté. Les autres équipements collectifs (gymnase, écoles, salles…) sont installés plus au sud. Les quartiers de villas occupent le reste des terrains.

## Associations

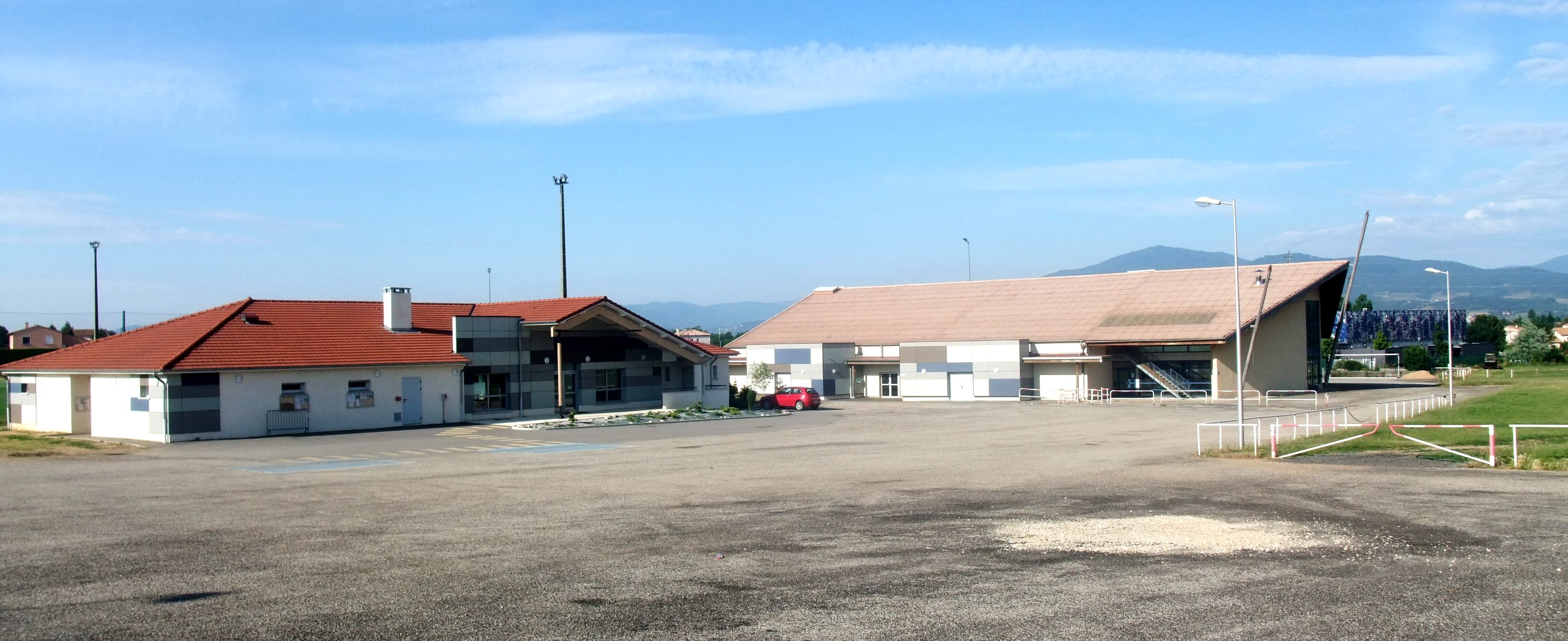
Le stade de Jossols accueille chaque semaine des centaines de sportifs.

Au niveau associatif, la commune avait déjà, au début du XXe siècle, quelques amicales. Après la guerre, des clubs ont organisé la pratique de quelques sports principaux : boules, foot et basket. À partir des années 1980, d'autres associations sportives, mais aussi culturelles, se sont créées. Ainsi, Davézieux recensait en 2013 une soixantaine d'associations très variées.
ACCA, Amicale des Sapeurs Pompiers, Amicale des Anciens Artilleurs (1907), Amicale des Anciens Fantassins (1957), FNACA (1960), Association Culturelle et Paroissiale, Aînés La Joie de Vivre (1984), Comité d'Animations Culturelles et de Loisirs (1986), ACAD Commerçants et Artisans, Amicale des Sources Chevenas (1979), Amicale du personnel de mairie (2011).
APEL et OGEC Ste Marguerite, Amicale laïque, Association des Familles Rurales (1978).
Fraternelle Boule (1944), Foot USDV (Union Sportive Davézieux Vidalon) (1947), Basket JSD (1956) / Vernosc Davézieux Basket (2013), Gymnastique volontaire (1975), Judo Club (1983), Tennis Club (1986), Korfbal, AFR Danse Modern Jazz, Éveil corporel, Qi-Gong, Pilates, Sophrologie, OMS Office Municipal des Sports, Karaté Okinawa Te (1986), Golf Club (1986), ABCD Amicale Billard Club de Davézieux (1989), Ardèche Planeurs, Davézieux Auto Passion (1997), Moto Club tout terrain, Bikers de Davézieux, Taz Tuning Club, La Montgolfière pétanque (2008), Nanou Sport Auto (2011), Yoga Détente et Énergie (2011), Davézieux Foot Loisir.
Amicale Trompette (1907), Batterie Fanfare (1984), Sonneurs du Haut Vivarais, Chœur Fidèle (2000). Pascal dans l'ombre de Johnny.
Amis du Fonds Vivarois, Gens du Nord (1974), Bibliothèque L'Évasion en lisant (1983), Cercle des Collectionneurs (1986), Amis du Musée des Papeteries (1988), Association de la mise en valeur du Patrimoine (1994), Association pour le renouveau de l'orgue de Vidalon, Atelier Bleu Céleste, Club d'informatique Amiposte Télécom Annonay-Davézieux (1996/2005), Les Fées du Patch (2011).
Club Canin (1978), Informations et Aides aux Stomisés, Vivre sans Nuisance.

### Animations
Le Comité d'Animation Culturelle, créé en 1986, organise plusieurs animations publiques tout au long de l'année : fougot, marché de la création au printemps, vide-greniers à l'automne, bourse aux jouets et Marché de Noël…
Chaque année en juin : « Le Festi’roc 07 ». Festival de musiques chrétiennes actuelles, il est organisé par les paroisses catholiques du bassin d'Annonay.

## Politique et administration

### Liste des maires
| Période                                  | Période      | Identité             | Étiquette   | Qualité                                                          |
| ---------------------------------------- | ------------ | -------------------- | ----------- | ---------------------------------------------------------------- |
| Les données manquantes sont à compléter. |              |                      |             |                                                                  |
| 1904                                     | 1919         | Francis Béchetoille  |             |                                                                  |
| 1919                                     | 1929         | Régis de Soras       |             |                                                                  |
| 1929                                     | 1944         | Jean Frachon         |             |                                                                  |
| 1944                                     | 1947         | Gaston Béraud        |             |                                                                  |
| 1947                                     | 1956         | Marius Seive         |             |                                                                  |
| 1956                                     | 1959         | Camille Géry         |             |                                                                  |
| 1959                                     | mars 1971    | Benoît Belat         |             |                                                                  |
| mars 1971                                | mars 1989    | Jean Sablon          | UDF         | Directeur de coopérative agricole                                |
| mars 1989                                | juin 1995    | Jean Besset          |             | Chef de service                                                  |
| juin 1995                                | mars 2001    | Marie-Hélène Reynaud | DVD         | Professeure d'histoire                                           |
| mars 2001                                | mars 2008    | Jacques Roussel      | DVD         |                                                                  |
| mars 2008                                | juillet 2020 | Alain Zahm,          | UMP puis LR | Retraité 1er vice-président d'Annonay Rhône Agglo                |
| juillet 2020                             | En cours     | Gilles Dufaud        | DVD         | Fonctionnaire 10e vice-président d'Annonay Rhône Agglo (2020 → ) |

## Population et société

### Démographie
L'évolution du nombre d'habitants est connue à travers les recensements de la population effectués dans la commune depuis 1793. Pour les communes de moins de 10 000 habitants, une enquête de recensement portant sur toute la population est réalisée tous les cinq ans, les populations de référence des années intermédiaires étant quant à elles estimées par interpolation ou extrapolation. Pour la commune, le premier recensement exhaustif entrant dans le cadre du nouveau dispositif a été réalisé en 2007.

En 2022, la commune comptait 3 181 habitants, en évolution de +1,47 % par rapport à 2016 (Ardèche : +2,48 %, France hors Mayotte : +2,11 %).
| 1793 | 1800 | 1806 | 1821 | 1831 | 1836 | 1841 | 1846 | 1851 |
| ---- | ---- | ---- | ---- | ---- | ---- | ---- | ---- | ---- |
| 618  | 598  | 555  | 709  | 859  | 893  | 893  | 951  | 972  |

| 1856  | 1861  | 1866  | 1872  | 1876  | 1881  | 1886  | 1891  | 1896  |
| ----- | ----- | ----- | ----- | ----- | ----- | ----- | ----- | ----- |
| 1 012 | 1 110 | 1 242 | 1 285 | 1 315 | 1 297 | 1 265 | 1 253 | 1 220 |

| 1901  | 1906  | 1911  | 1921 | 1926 | 1931 | 1936 | 1946 | 1954  |
| ----- | ----- | ----- | ---- | ---- | ---- | ---- | ---- | ----- |
| 1 151 | 1 201 | 1 059 | 836  | 836  | 944  | 964  | 844  | 1 036 |

| 1962  | 1968  | 1975  | 1982  | 1990  | 1999  | 2006  | 2007  | 2012  |
| ----- | ----- | ----- | ----- | ----- | ----- | ----- | ----- | ----- |
| 1 060 | 1 191 | 1 309 | 1 776 | 2 371 | 2 629 | 2 779 | 2 801 | 3 032 |

| 2017  | 2022  | - | - | - | - | - | - | - |
| ----- | ----- | - | - | - | - | - | - | - |
| 3 162 | 3 181 | - | - | - | - | - | - | - |

À la formation administrative de la commune, les premiers recensements ont dénombré un peu plus de 500 habitants, dont 200 au site papetier de Vidalon. Leur nombre a ensuite augmenté avec le développement de l'industrie papetière: la commune a atteint le millier d'habitants vers 1850 et 1315 habitants en 1876.
À la fin du XIXe siècle, la croissance de la population s'est tassée et a même baissé jusqu'à 836 habitants en 1926 : il y a eu des grèves et des licenciements aux papeteries en 1906 et 1911. Il y a eu la Première Guerre mondiale qui a causé 50 morts. La situation s'est redressée progressivement ensuite jusqu'à dépasser les 1 000 habitants en 1954.
C'est à partir des années 1960, que la population s'est accrue rapidement. Les premières constructions de maisons individuelles se sont accélérées avec la construction de lotissements : Chevenas à partir de 1975, le Hameau et les Prés du Médecin, les Demeures et les Résidences du Soleil.
En parallèle, et toujours à partir des années 1960-1970, des entreprises et de grandes surfaces commerciales se sont installées dans la zone de la Lombardière et dans la zone du Mas. En 2013, la commune compte plus de 200 commerces, services et entreprises qui emploient 2500 salariés. Malgré tout, au sein de la population active de Davézieux, seulement 25 % travaillent sur place, 60 % travaillent dans une autre commune, 12 % hors du département.
Au fil des dernières années, la croissance de la population a subi un certain tassement: les terrains à bâtir sont devenus rares ; dans les lotissements, les enfants devenus adultes ont quitté leurs parents : la composition moyenne des ménages est passée de 3,4 à 2,5 personnes en 40 ans. L'ensemble de la population accuse donc un vieillissement.

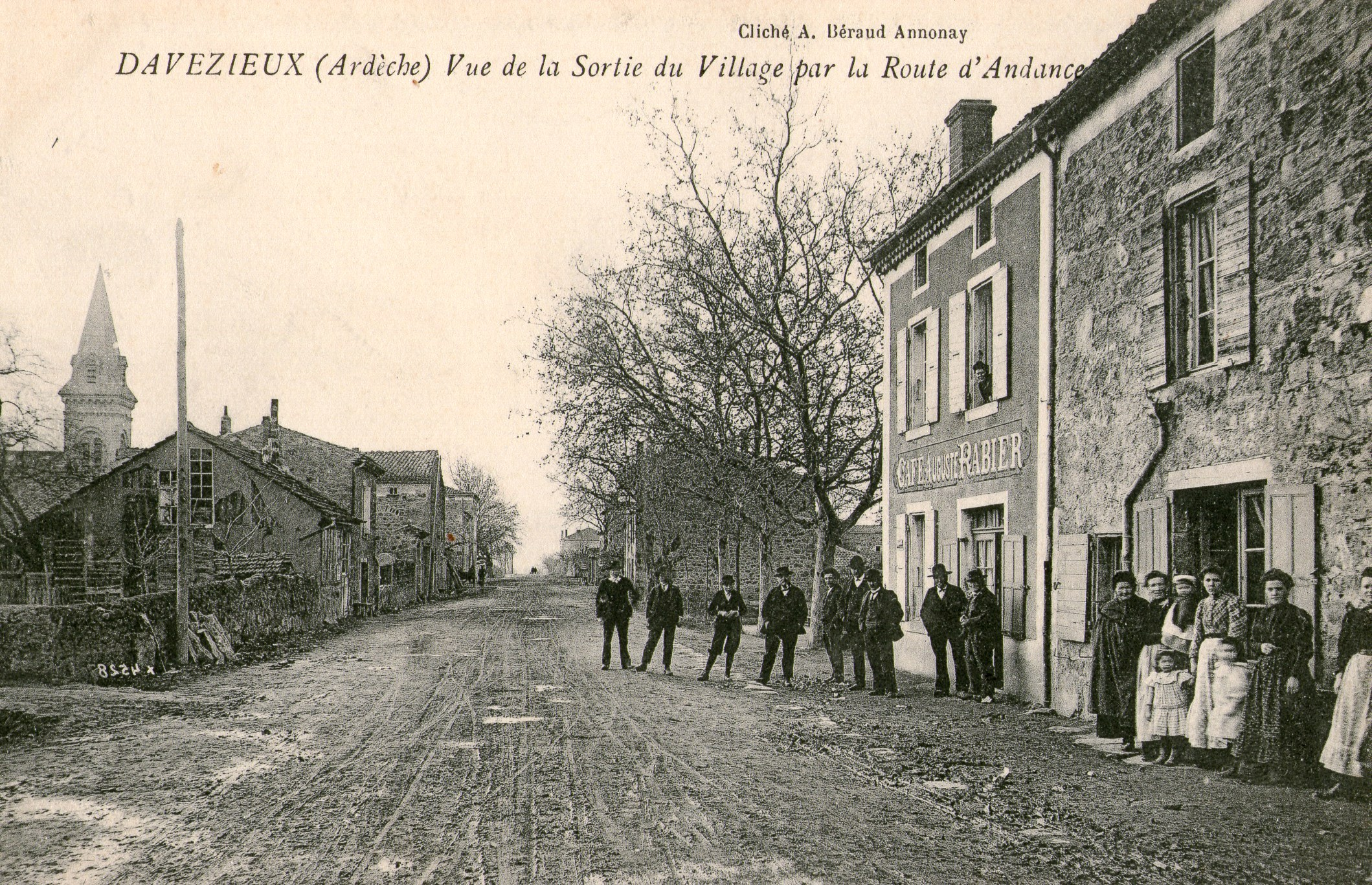
La traversée est-ouest de Davézieux, dans les années 1900.

### Enseignement
La commune est rattachée à l'académie de Grenoble.

### Médias
La commune est située dans l'aire de distribution de deux organes de presse régionaux :
- L'Hebdo de l'Ardèche est un journal hebdomadaire français basé à Valence. Il couvre l'actualité de tout le département de l'Ardèche ;
- Le Dauphiné libéré est un journal quotidien de la presse écrite française régionale distribué dans la plupart des départements de l'ancienne région Rhône-Alpes, notamment l'Ardèche. La commune est située dans la zone d'édition d'Annonay.

## Culture et patrimoine

### Le site papetier de Vidalon

#### L'accession à la célébrité

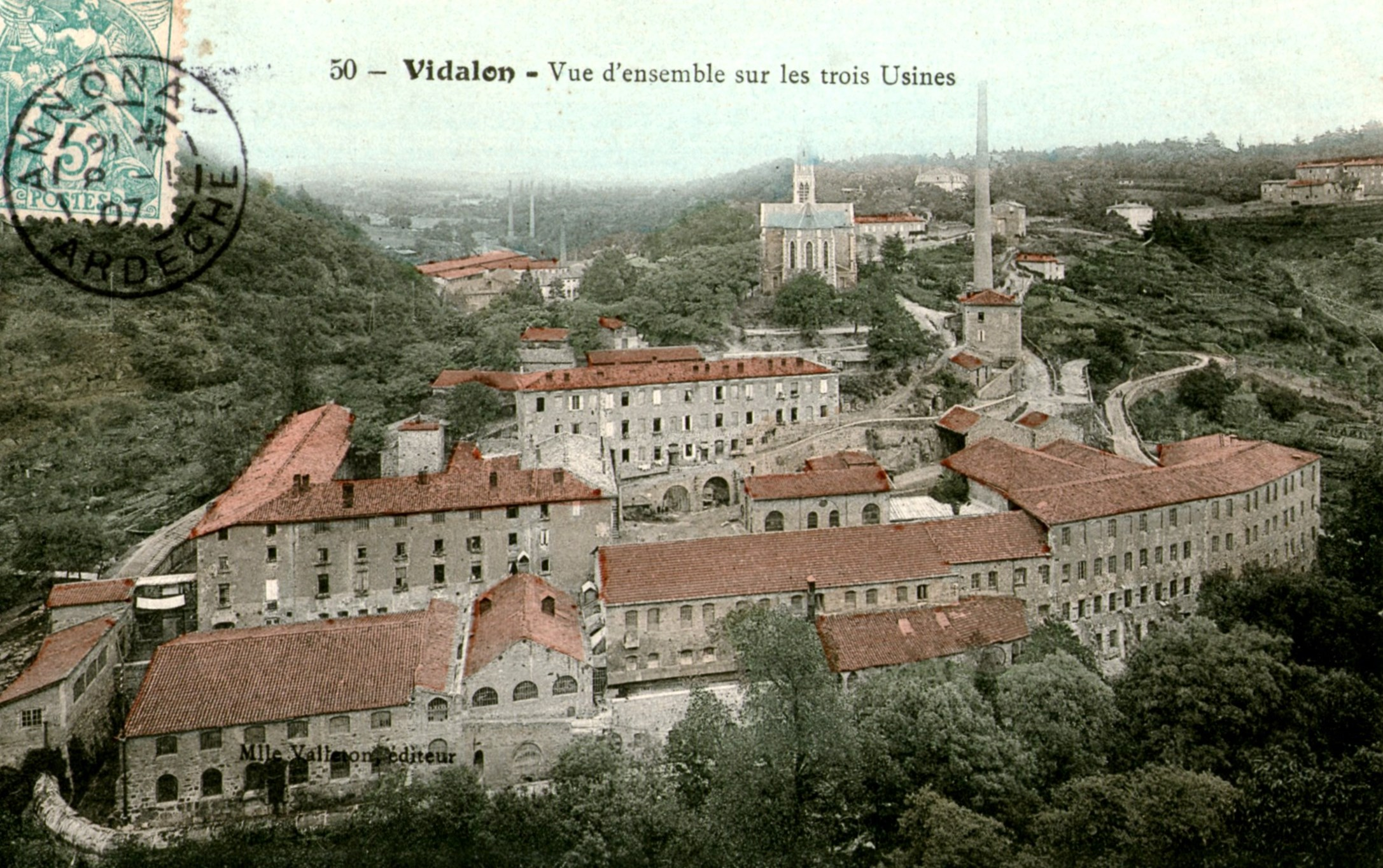
Le site de Vidalon, dont on voit au loin les usines, a abrité aussi jusqu'à plus de 1000 habitants. Au centre des bâtiments, une chapelle aujourd'hui démolie.

C'est en 1692 que les deux frères Michel et Raymond Montgolfier sont venus travailler à la papeterie d'Antoine Chelles, et en ont épousé les deux filles. En 1720 un second moulin est construit à Vidalon le Bas. En 1735, le site loge déjà 120 habitants. Il en accueille 400 en 1846, plus de 1 100 en fin de siècle. La croissance de cette Manufacture devenue Royale est due notamment à l'inventivité de ses dirigeants successifs : Raymond Montgolfier, le premier successeur d'Antoine Chelles, père de dix-neuf enfants ; son fils Pierre, père de seize enfants avec Anne Duret et entrepreneur novateur ; ses petits-fils Joseph et Étienne qui se rendront aussi célèbres avec l'invention de la montgolfière. La direction de la papeterie passe ensuite vers 1800 au gendre d'Étienne, Barthélémy Barou de Canson, puis à son fils Étienne, qui améliorent les fabrications, mettent au point les calques et les couleurs.

#### Une politique sociale
Au milieu du XIXe siècle, le millier de personnes qui habitait sur ce site profitait de divers avantages sociaux. Les dirigeants des papeteries proposaient des logements aux familles et des pensions aux célibataires. Une coopérative permettait de faire ses achats sur place. Il existait aussi une cantine, une bibliothèque, une crèche, une école de filles, des pompiers et une société musicale. Une caisse de secours prenait en charge certains soins…

#### Un secteur en crise

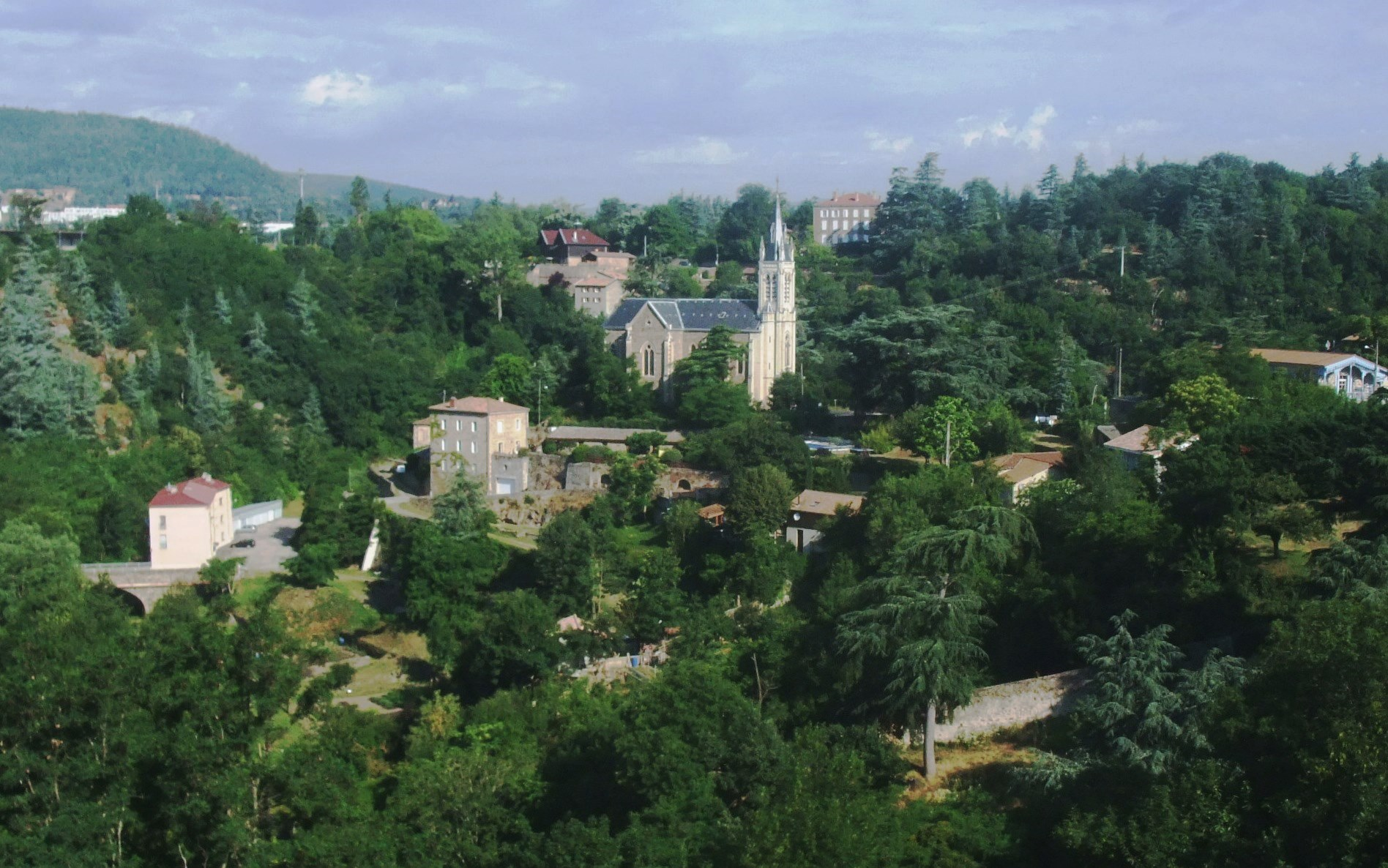
Vidalon aujourd'hui.

Au cours du XXe siècle, l'industrie papetière locale a rencontré diverses difficultés. Elle a connu des grèves et des licenciements en 1906 et 1911. Après 1950, et surtout à partir de 1970, la nécessité de regroupements s'est peu à peu imposée face à une crise globale, malgré des progrès certains dans l'organisation, les techniques de production et les efforts d'exportation. En 2014, deux sites seulement fonctionnent encore dans la région d'Annonay, pour la production de produits Canson. Mais celui de Vidalon a dû retrouver d'autres vocations.

#### De nouvelles vocations

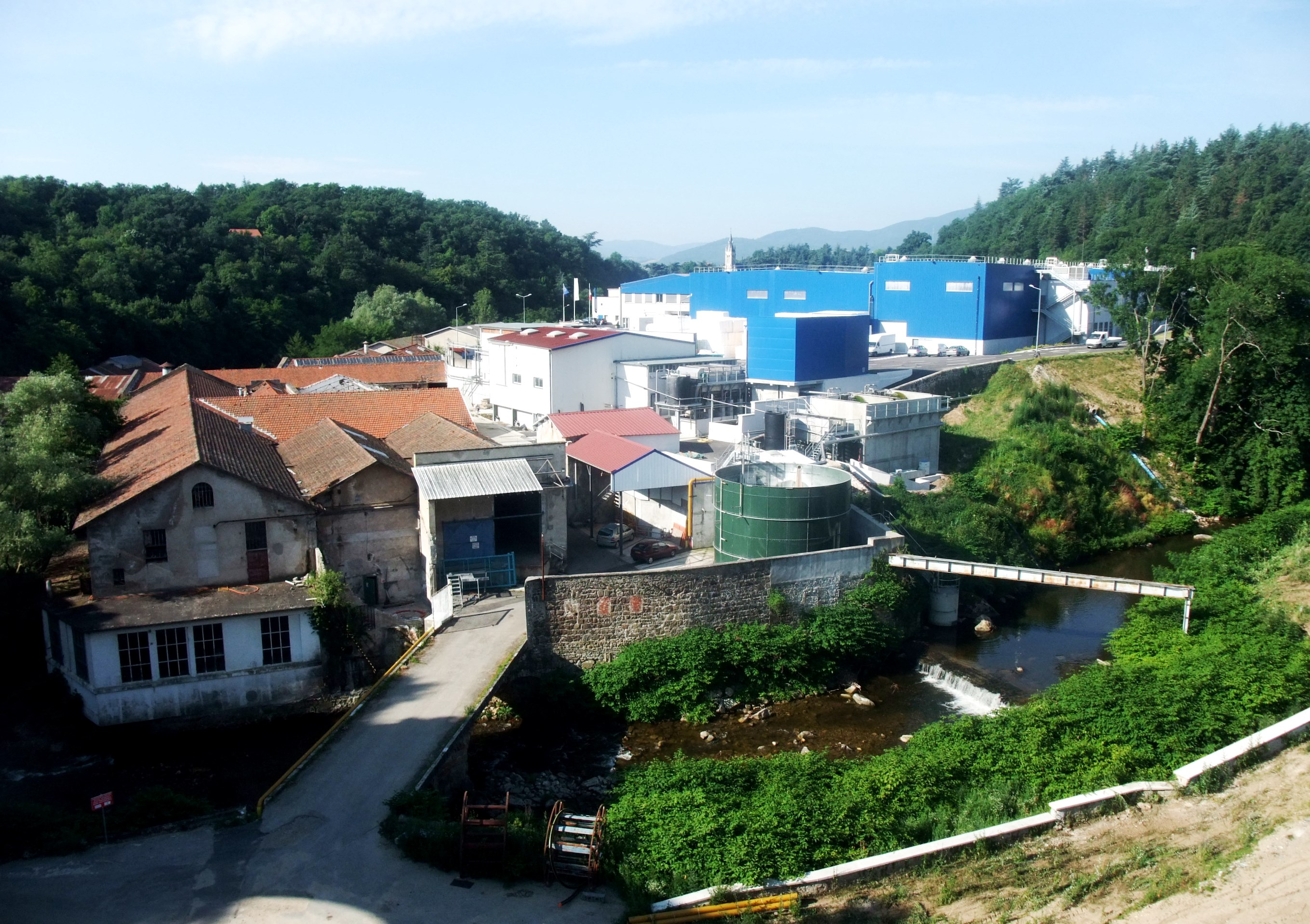
Sur la rive droite, en face de Vidalon, l'usine MP hygiene réinvestit peu à peu l'ancien site papetier.

En 2014, le site de Vidalon présente de nouveaux visages.
Dans la partie sud, qui s'ouvre sur Annonay, la plupart des bâtiments ont été démolis : il ne reste que quelques habitations autour de la chapelle.
Au bord de la rivière, rive gauche, l'ancienne maison des de Montgolfier et le parc qui l'entoure abritent depuis 1987 le musée des Papeteries Canson et Montgolfier. Ses documents, objets et machines parviennent à restituer une partie des ambiances passées.
Les autres bâtiments de cette rive, acquis par la communauté d'agglomération du Bassin d'Annonay, ont été aménagés en pépinière d'entreprises.
La rive droite, par contre, où les bâtiments s'étagent sur le territoire communal d'Annonay, est redevenue industrielle, et même papetière : c'est la société MP hygiene, spécialisée dans le papier d'essuyage, qui s'y est implantée et développée à partir de 1997. Une ligne de fabrication ultra moderne y a été créée et tous les bâtiments de cette rive se retrouvent progressivement réoccupés.

### Le musée des Papeteries Montgolfier-Canson

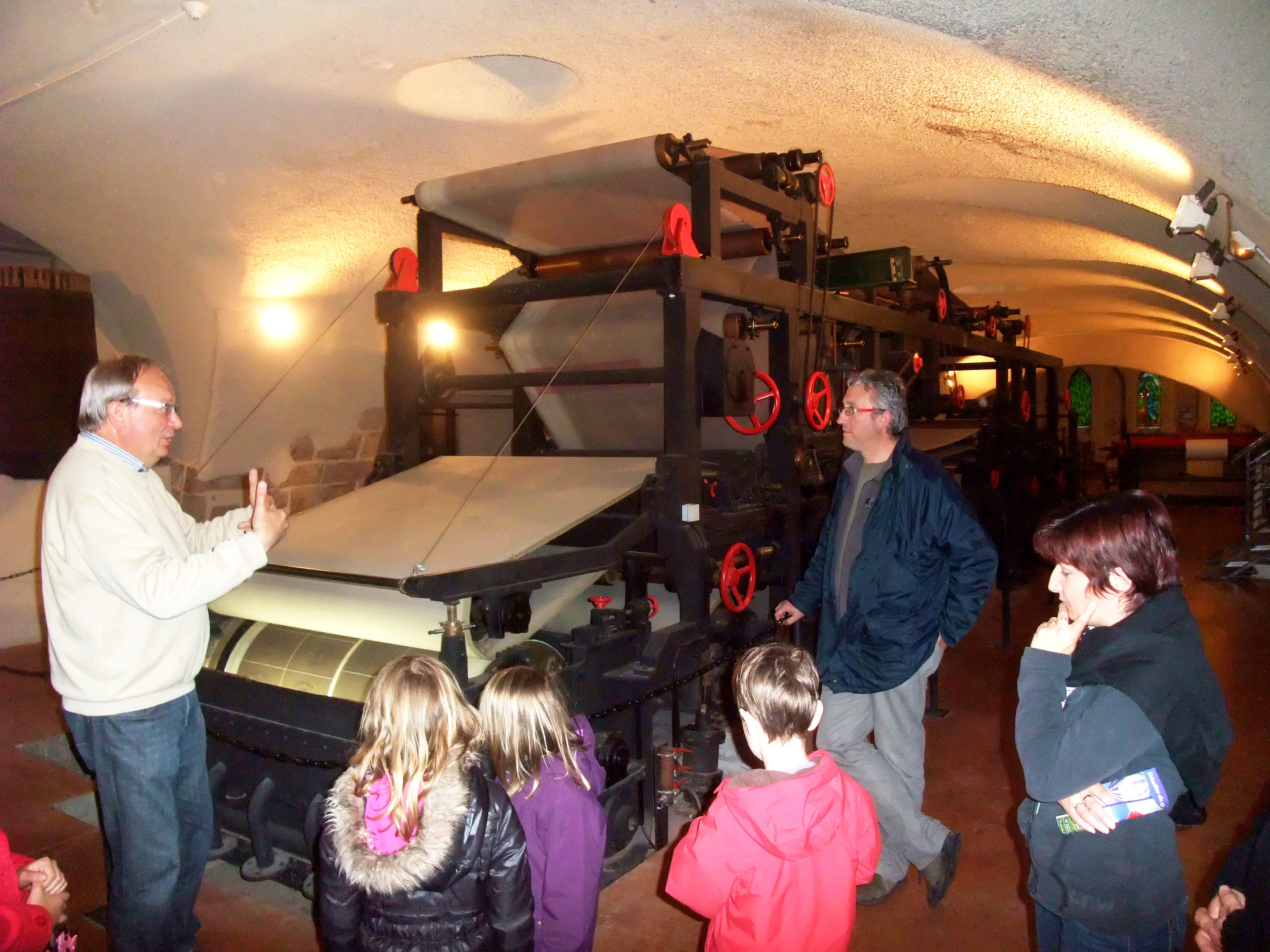
Le Musée a cherché à ressusciter l'ambiance des grandes papeteries.

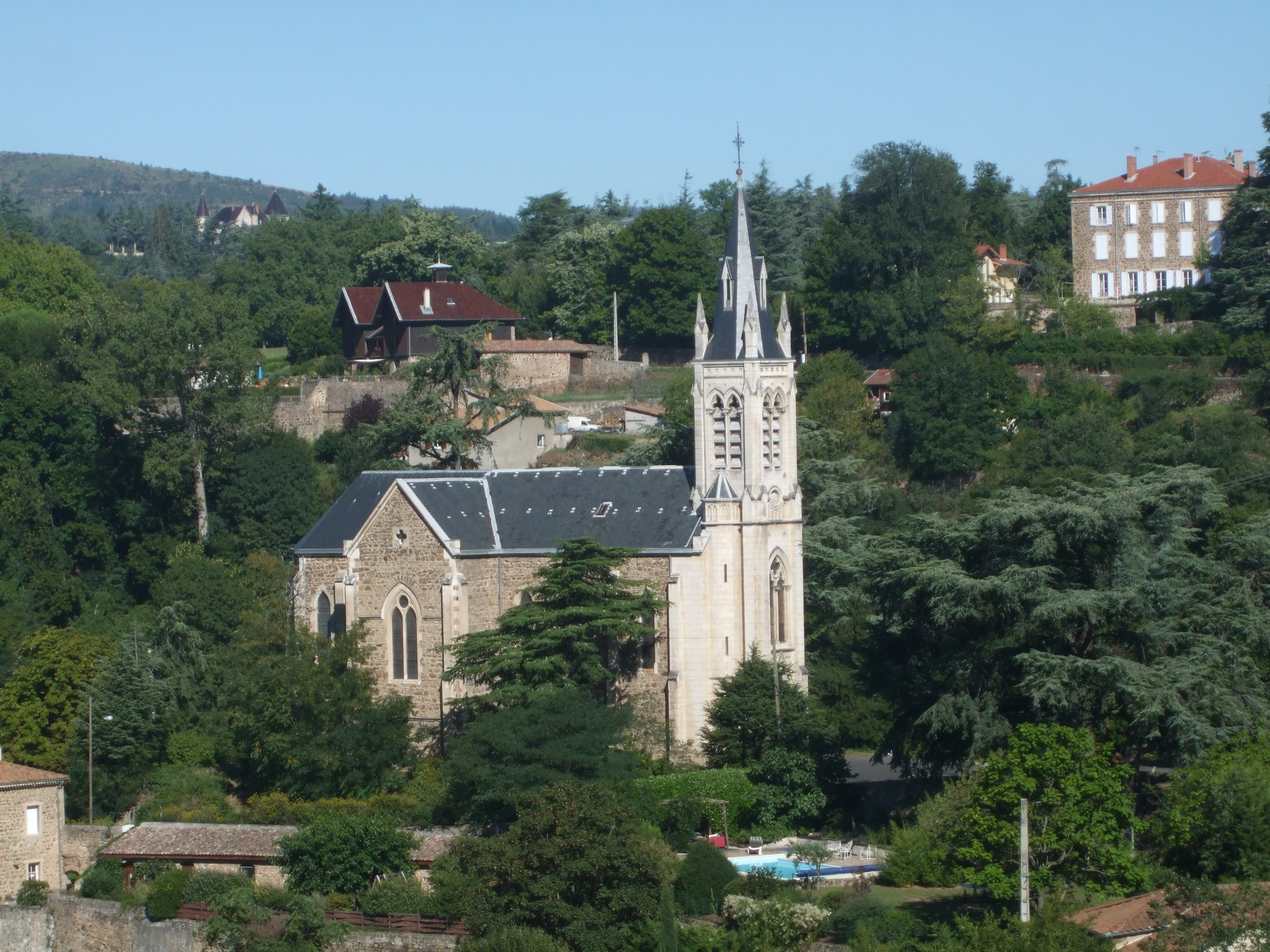
La chapelle de Vidalon a été construite en 1877 et abrite un orgue classé Monument Historique.

Le musée est abrité dans l'ancienne manufacture royale, dont les bâtiments ont conservés leur forme du XVIIIe siècle.
Le musée des Papeteries Canson et Montgolfier a été créé en 1987 à l'initiative d'une élue passionnée d'histoire locale, et par un partenariat entre la commune et l'usine Canson. Il est maintenant soutenu par la communauté d'agglomération du Bassin d'Annonay, mais toujours animé aussi par une équipe de bénévoles. Il a pu s'installer au cœur du site papetier, dans la maison natale des frères Montgolfier. Le sous-sol du bâtiment présente des maquettes et des machines anciennes qui permettent de comprendre concrètement la fabrication du papier. Les autres salles offrent un vaste panorama du monde de la papeterie d'autrefois : la généalogie de la famille Montgolfier, l'évolution des techniques et de l'usine, la vie des ouvriers, le travail commercial de bureau… D'autres salles rappellent l'invention de la montgolfière. Des expositions temporaires s'y rajoutent en été.

### La chapelle de Vidalon
La chapelle de Vidalon est la troisième construite sur ce site papetier. Une première chapelle avait été construite vers 1735. Une deuxième lui a succédé au début des années 1800. L’actuelle date de 1877. Elle a été construite dans un style néo-gothique particulièrement élancé. Son intérieur est également élancé et lumineux. La décoration a été réalisée par des ouvriers de la papeterie. Les vitraux par exemple représentent les saints patrons de la famille de Montgolfier.
L’orgue de la chapelle a une longue histoire qui lui a valu un classement en monument historique. En 1818, il avait été acquis d'occasion par la paroisse d'Annonay auprès de la maison Callinet dans le Haut Rhin. En 1880, Annonay décida de s'en séparer pour acquérir un « Cavaillé Coll ». L'église de Vidalon le récupéra. On trouva alors dans ses entrailles des partitions datant du XVIe siècle. Sa structure laisse aussi à penser qu'il aurait pu être fabriqué ou restauré à cette époque par la maison Clicquot. Son remontage en 1882 a permis une adaptation améliorée par les techniciens de la maison Cavaillé-Coll.

### Les deux églises Sainte-Marguerite

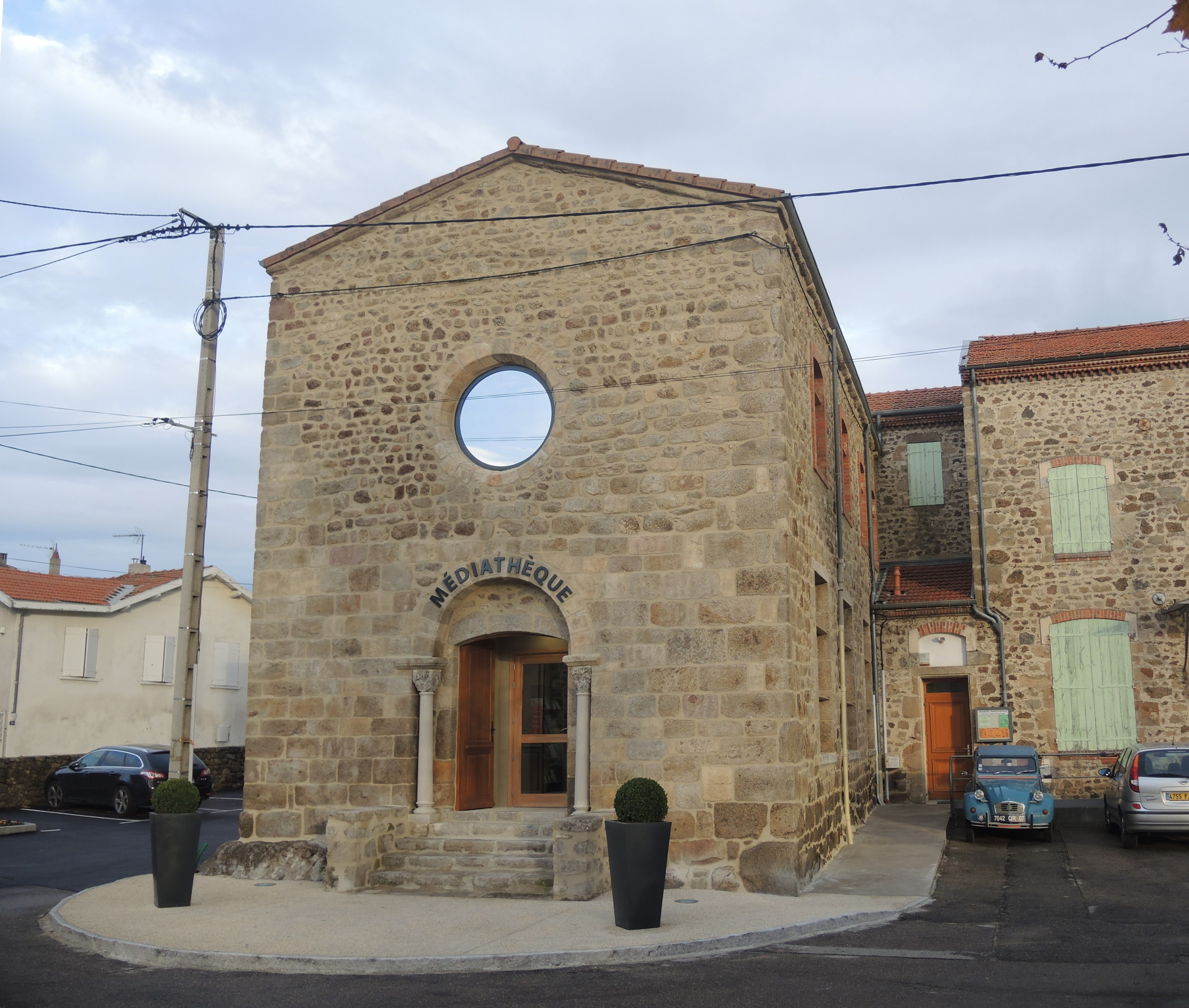
L'ancienne église a été restaurée pour devenir médiathèque.

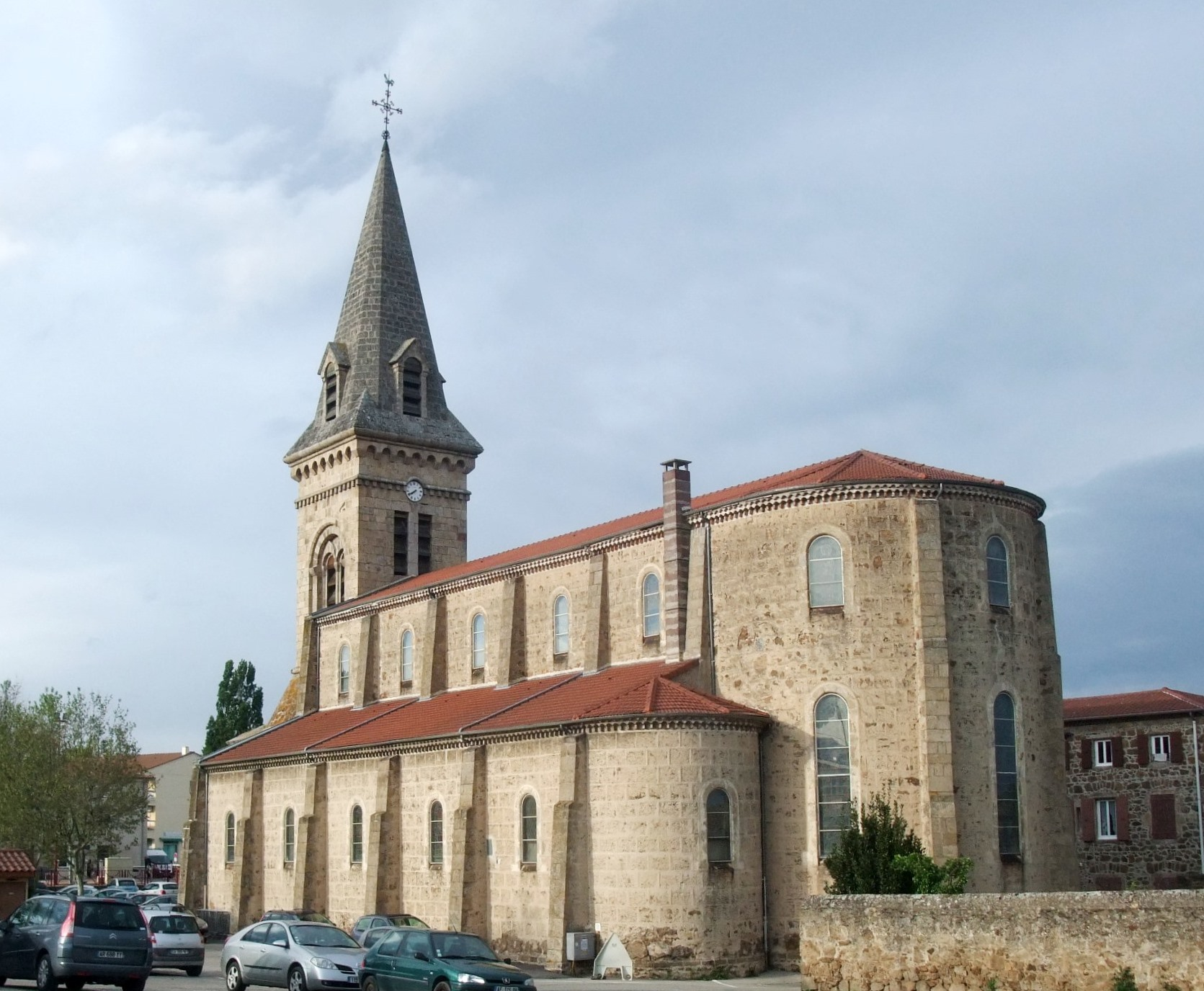
L'église actuelle date de la fin du XIXe siècle.

Deux bâtiments d'église cohabitent à Davézieux. L'église la plus ancienne se trouve dans la partie Est du village. Sa première date de construction reste inconnue. De dimension moyenne, elle comporte une nef unique et relativement étroite, qui s'achève par une abside semi-circulaire. Son caractère le plus remarquable est son entrée, encadrée par deux colonnettes avec chapiteaux sculptés. Après sa désaffection en fin de XIXe siècle, elle a été utilisée un temps comme mairie, puis comme salle paroissiale. La restauration du bâtiment a finalement été décidée, mais pour accueillir une médiathèque municipale.
Le bâtiment a conservé globalement son apparence traditionnelle, mais de nombreuses ouvertures ont été pratiquées. L'intérieur, avec une surface d'environ 150 m2 au sol, a été entièrement modernisé, avec création d'un deuxième niveau. À son ouverture en 2014, la Médiathèque abrite 8 000 documents dont 1 000 CD, 30 DVD et 200 revues.
L'église qui est utilisée actuellement a été construite entre 1867 et 1869, et son clocher a été achevé en 1886. Sa taille est nettement plus imposante que l'église précédente, avec trois nefs, en style néo-roman mais avec un clocher élancé. Elle fait partie de la paroisse « Bienheureux Gabriel Longueville »,.

### Le domaine de la Lombardière

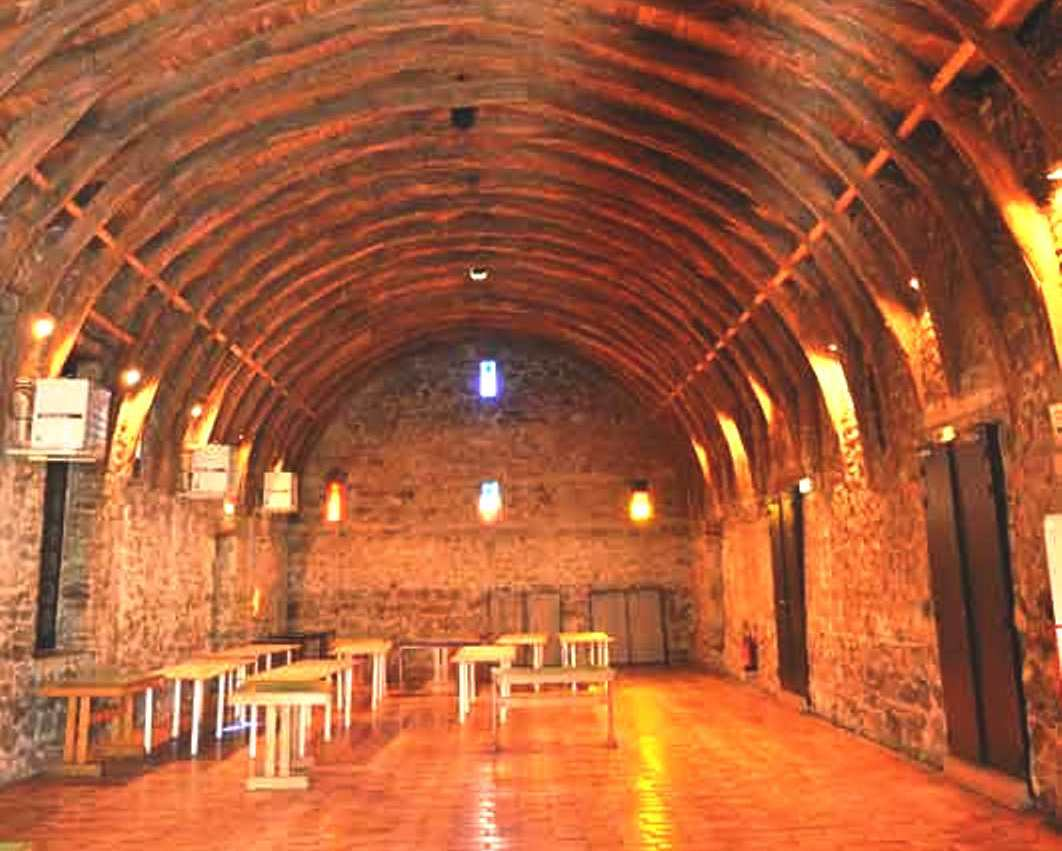
La Halle des Muletiers, avec une charpente réalisée par des mariniers.

Ce domaine, appelé jusqu'alors Chambaran, a pris son nom de Lombardière à partir de 1571 aux mains d'Achille Gamon. Cet avocat d'Annonay, protestant modéré, s'est employé à en agrandir la superficie par des acquisitions. La maison d'habitation a été améliorée et enrichie de dépendances. En 1658, Achille Gamon a revendu son domaine à Jean de Barou. Trois générations après, en 1828, son propriétaire était Barthélémy Barou de la Lombardière de Canson qui était devenu, après son mariage avec Alexandrine de Montgolfier en 1798, le dirigeant de la papeterie Canson & Montgolfier. En 1859, il a transmis le domaine à son gendre Gabriel de Soras. Le district urbain d'Annonay l'a racheté en 1970.
Le site offre un espace extérieur important qui permet à la fois le stationnement et la tenue de grandes manifestations. Le « château », réaménagé au XVIIIe siècle, sert de bureaux à plusieurs services d'Annonay Rhône Agglo. Les grandes annexes restaurées et modernisées constituent l'Espace économique Jean Monnet, dont les salles peuvent être louées : caveau en sous-sol, ancienne étable, salles d'exposition et de réunion. La halle des Muletiers est remarquable pour sa charpente en forme de vaisseau renversée, réalisée par des mariniers du Rhône vers 1840. Des vitraux décoratifs ont été rajoutés par l'association des « Verriers de la Déôme ».
En 2014, le site a profité de réaménagements extérieurs. Il a accueilli en complément des services administratifs départementaux et une résidence pour personnes âgées.

### Quelques autres châteaux

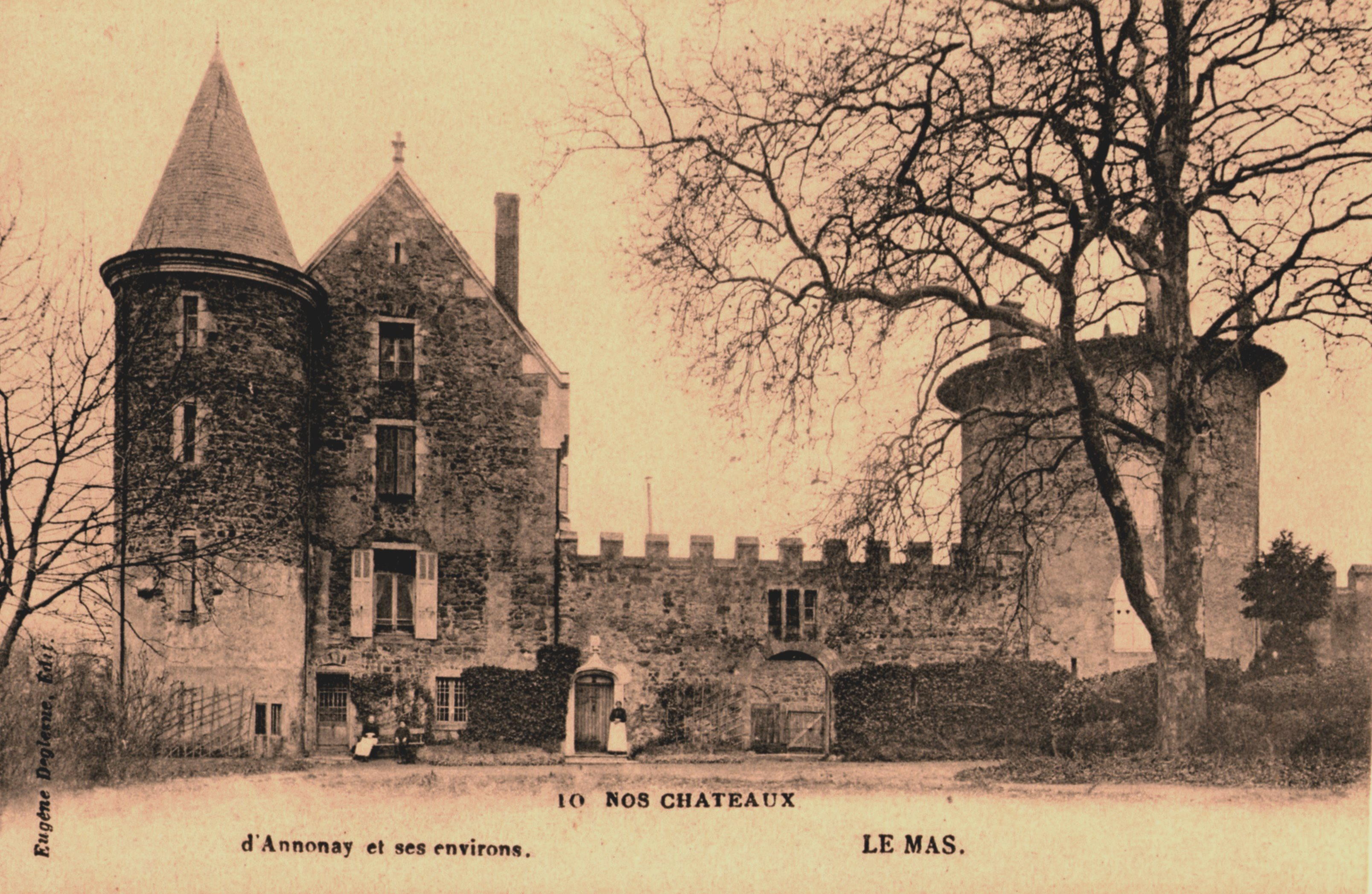
Le château du Mas.

À partir du XVIe siècle, le territoire de Davézieux a vu l'installation de grands propriétaires bourgeois, souvent membres des familles dirigeantes de la papeterie.
Près de la zone commerciale, le château du Mas a été, entre autres, propriété des de Gerlande et des Barou. Ses tours le font dater des XVIe et XVIIe siècles. Il accueille aujourd'hui des logements en copropriété.
À l'est de la commune, abritée par un bois, la demeure bourgeoise du Puy s'est transmise essentiellement au sein de la famille Béchetoille, banquiers et hommes d'affaires.
Près de l'entrée d'Annonay, la grande maison des Pins a été construite au XIXe siècle par Alexandre Roux, allié de la famille Barou de Canson. Elle s'est transmise par héritage et alliance à des de Montgolfier, Mignot puis Frachon. À côté, le domaine de Sainte-Émilie a appartenu aux familles d'Ayme, de Canson, puis Rostaing. Pavillons et magasins s'y sont construits dans les années 1980.
En face, sur les hauteurs de Vidalon, la maison Les Rochers a été érigée en 1830 par le cadre papetier Gabriel Veyre de Soras. Elle a été réaménagée pour offrir plusieurs logements.

### Autres lieux et monuments

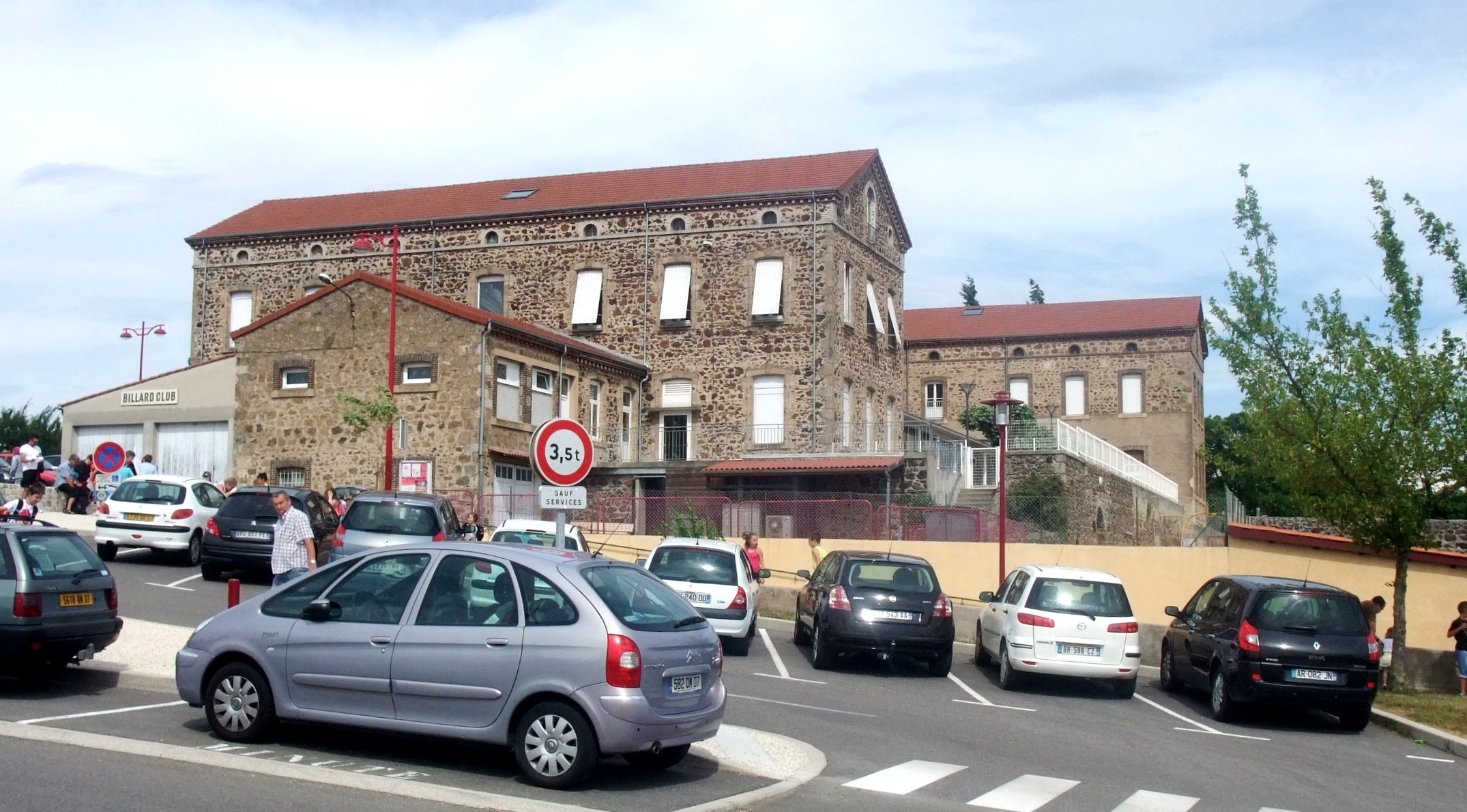
L'Alumnat a été école agricole, pensionnat puis séminaire, avant de devenir communal.

- Les bâtiments de l'Alumnat ont été créés en 1886 pour accueillir une école agricole. Ils ont aussi servi de pensionnat jusqu'en 1925. Ils ont été ensuite un séminaire ("alumnat") pour la congrégation des Assomptionnistes. La commune les a rachetés en 1975. Ils servent de lieux de rencontre et d'activités, notamment pour les associations locales.
- Le barrage de Vidalon a été construit en 1923 sur le ruisseau de Chantecaille pour servir de réserve d'eau aux usines papetières.
- Deux vestiges subsistent de l'ancienne ligne de chemin de fer entre Firminy, Bourg-Argental, Annonay et Saint-Rambert-d'Albon. Un tunnel qui passe sous le quartier de Vidalon et un viaduc qui passe au-dessus du ruisseau de Chantecaille, à proximité du barrage.

### Personnalités liées à la commune
- Lieu d'origine des frères Montgolfier, évoqués sur le blason de la commune (voir ci-dessus).
- Étienne Montgolfier (1712-1791), supérieur des sulpiciens de Montréal puis évêque de Québec est né à Vidalon
- Adélaïde de Montgolfier née le 21-11-1789
- Joseph Frachon, dit Jo Frachon, né le 14 août 1919 à Davézieux et décédé le 10 février 1992 à Paris. Musicien et chanteur. Membre du groupe Les Compagnons de la chanson (voix basse).

### Héraldique
|  | d'azur au sautoir estré d'argent, à la montgolfière de huit panneaux de gueules et d'or, d'où s'échappe une nuée aussi d'argent, brochant sur le sautoir et surmontée d'une fleur de lys aussi d'or, à une feuille de papier velin d'argent à dextre et à une gerbe de blé d'or à senestre, brochant sur la montgolfière |

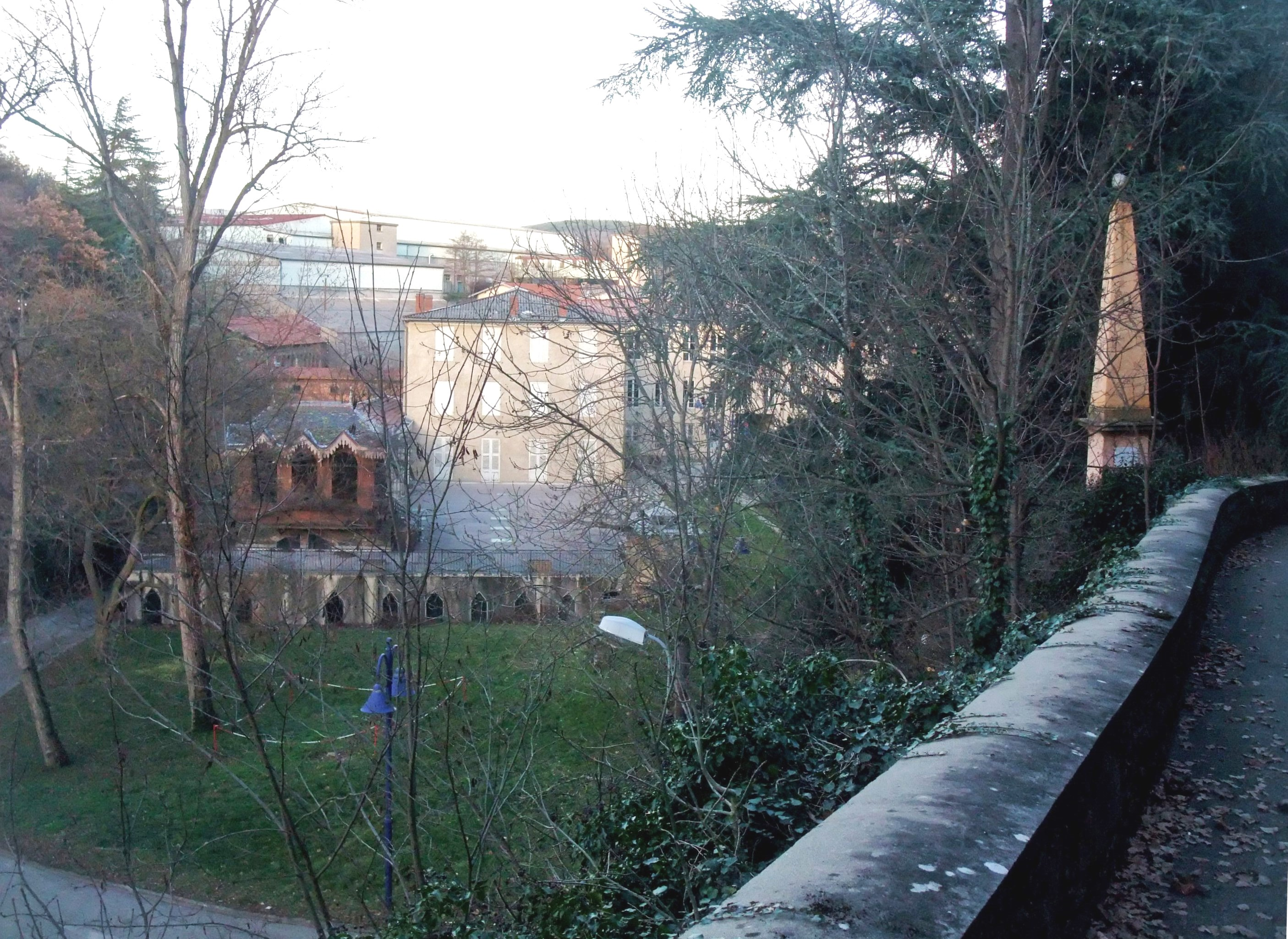
Le site natal des frères Montgolfier.
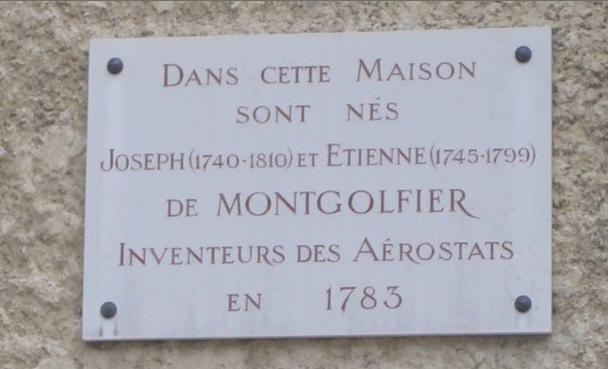
Plaque commémorative.
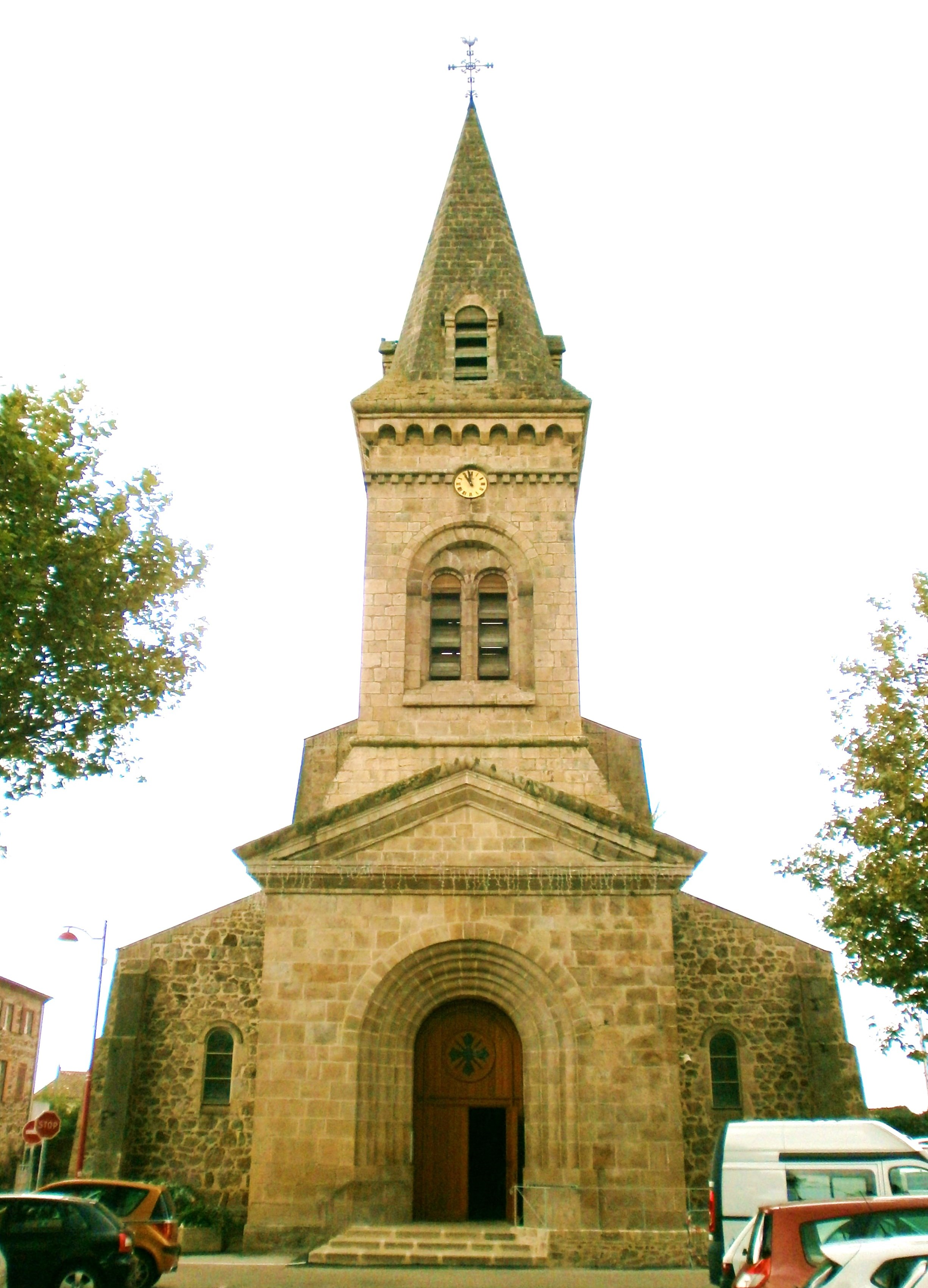
Davézieux, église Sainte-Marguerite.
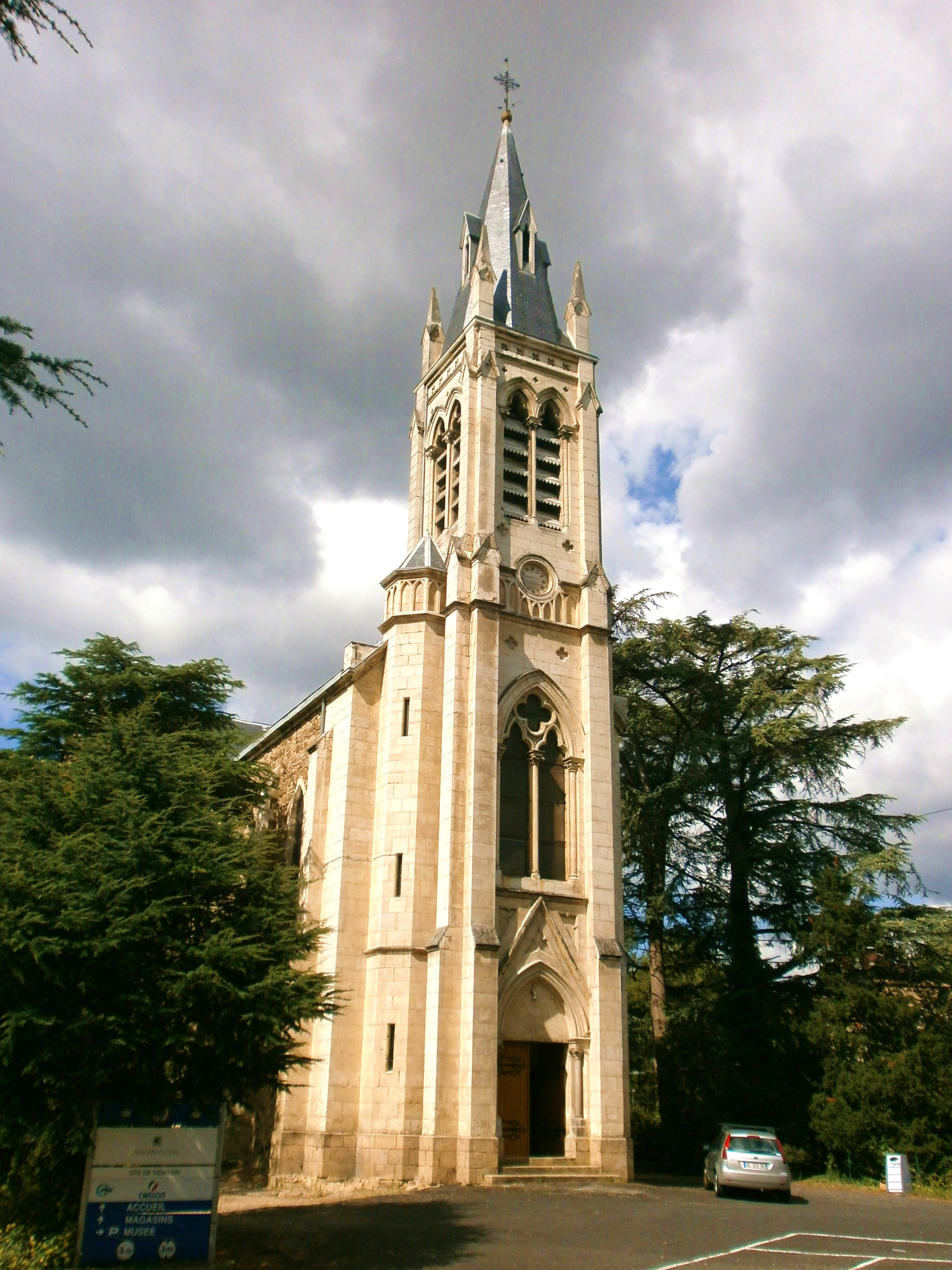
Davézieux, église Notre-Dame de l'Usine.